# Bettino Craxi
Benedetto Craxi, detto Bettino (IPA: [betˈtiːno ˈkraksi]; Milano, 24 febbraio 1934 – Hammamet, 19 gennaio 2000), è stato un politico italiano, Presidente del Consiglio dei ministri dal 4 agosto 1983 al 18 aprile 1987 e segretario del Partito Socialista Italiano dal 16 luglio 1976 all'11 febbraio 1993. Considerato come uno degli uomini politici più rilevanti e influenti nella storia della Repubblica Italiana, in particolare negli anni 1980, fu anche il primo socialista ad aver rivestito l'incarico di Presidente del Consiglio dei Ministri. Il primo dei due governi da lui presieduti è stato il terzo più longevo nella storia della Repubblica Italiana, nonché il più duraturo della cosiddetta Prima Repubblica.
Craxi aveva una forte sintonia con i leader della sinistra europea come Felipe González e Mário Soares, e s'impegnò fortemente per l'affermazione del "socialismo mediterraneo" e dell'Eurosocialismo.
Coinvolto nelle inchieste di Mani pulite condotte dai giudici di Milano agli inizi degli anni 1990, subì due condanne definitive per corruzione e finanziamento illecito al Partito Socialista Italiano. Morì mentre erano in corso altri quattro processi contro di lui. Egli respinse fino all'ultimo l'accusa di corruzione, mentre ammise di essere a conoscenza del fatto che il PSI aveva accettato finanziamenti illeciti, affermando che «per decenni» tutti i partiti si erano finanziati illegalmente senza mai essere «oggetto di denunce», con atteggiamenti di «complicità». Il partito e i governi di Craxi vennero sostenuti anche da Silvio Berlusconi, il quale aveva instaurato con il leader socialista un rapporto di amicizia, rimanendone politicamente distante ma non avverso.
Ancora oggi, a diversi anni dalla morte, la sua memoria suscita sentimenti controversi. Quelli di apprezzamento si rivolgono a lui come precursore della modernizzazione del Paese e della politica italiana. Quelli di esecrazione sono cagionati dal forte aumento del debito pubblico sotto i suoi governi e dalle condanne riportate a seguito delle indagini di Tangentopoli, ai quali fece seguito la decisione di fuggire dall'Italia.
Recatosi a Hammamet, in Tunisia, mentre erano ancora in corso i procedimenti giudiziari nei suoi confronti, morì latitante; secondo i suoi sostenitori, fu invece vittima di una giustizia politicizzata, sostenuta dai media, che lo avrebbe costretto all'esilio in Tunisia.

## Biografia

### Infanzia e istruzione
Benedetto Craxi nacque il 24 febbraio 1934 a Milano, presso la clinica ostetrica Macedonio Melloni, primogenito dei tre figli dell'avvocato messinese Vittorio Craxi (1906-1992), trapiantato a Milano, antifascista e perseguitato politico, la cui famiglia paterna era originaria di San Fratello (ME), e di Maria Ferrari (1908-1971), una casalinga originaria di Sant'Angelo Lodigiano, proveniente da una famiglia di commercianti e mediatori. Dopo di lui nasceranno Antonio (1936-2017) e Rosilde (1940-2017). Durante la seconda guerra mondiale la famiglia decise di affidarlo alle cure del collegio cattolico Edmondo De Amicis di Cantù (CO), sia per il suo carattere turbolento sia per allontanarlo dai pericoli che la famiglia correva a causa dell'attività politica contro il regime fascista, in cui era coinvolto il padre.
A seguito del proclama Badoglio dell'8 settembre 1943, la casa dei Craxi a Casasco d'Intelvi (CO) diventò un punto di riferimento per varie famiglie ebraiche oltreché per amici militari disertori in fuga verso la confinante Svizzera. Dopo la Liberazione, il padre assunse la carica di viceprefetto a Milano e, successivamente, quella di prefetto a Como, dove si trasferì con la famiglia nel 1945. Pochi mesi dopo Bettino ritornò in collegio, dapprima a Como e poi di nuovo a Cantù, arrivando a un passo dall'entrare in seminario.
Alle elezioni politiche del 1948, suo padre fu candidato al Parlamento per il Partito Socialista Italiano, nelle liste unitarie con i comunisti del Fronte Democratico Popolare; in quest'occasione Bettino ebbe il suo primo incontro con la politica, facendo propaganda per lui. In seguito frequentò il liceo classico "Giosuè Carducci" di Milano, praticò la pallacanestro e, all'età di 17 anni, prese la sua prima tessera del PSI, nella sezione di Lambrate, diventandone poi funzionario. Ottenuto il diploma, si iscrisse alla facoltà di giurisprudenza della Statale di Milano. Successivamente si trasferirà nella facoltà di scienze politiche a Urbino, ma, a causa dell'attività politica, non terminò gli studi.

### Esordi della carriera politica

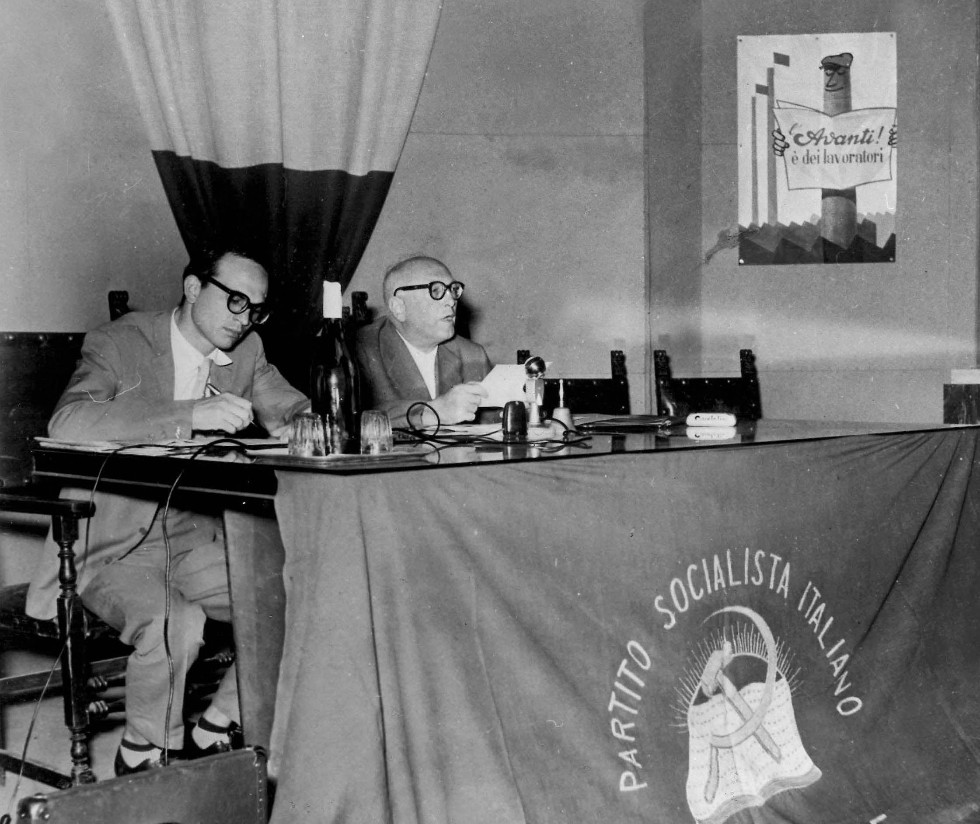
Craxi con Pietro Nenni nel 1957

Nell'ateneo di Urbino fondò il "Nucleo Universitario Socialista", entrando nel gruppo "Università Nuova", aderente al CUDI (Centro Universitario Democratico Italiano), il raggruppamento studentesco che, nei primi anni dell'UNURI (Unione Nazionale Universitaria Rappresentativa Italiana), unì le forze della sinistra frontista.
In quel periodo teneva i primi discorsi in pubblico, organizzava conferenze, dibattiti, proiezioni cinematografiche e, nel 1956, entrato a fare parte del Comitato provinciale del PSI milanese, diventò anche vicepresidente nazionale dell'UNURI e dirigente della Federazione Giovanile Socialista Italiana. In seguito all'invasione sovietica dell'Ungheria, Craxi, coadiuvato da un gruppo di fedelissimi, s'impegnò per il distacco del PSI dalla politica filo-sovietica, finendo però in minoranza: la sua proposta di uscita del Movimento giovanile socialista dalla Federazione mondiale della gioventù democratica venne respinta. Dopo essere stato eletto consigliere comunale a Sant'Angelo Lodigiano (paese natale della madre) dal novembre di quell'anno, al Congresso nazionale di Venezia del febbraio del 1957 fu eletto nel Comitato centrale del PSI, in rappresentanza della corrente autonomista di Pietro Nenni.
Assieme ad altri giovani universitari socialisti, entrò nell'Unione Goliardica Italiana (UGI), diventando poi membro del Consiglio Nazionale, ma comunisti e socialisti massimalisti lo misero in minoranza sia nell'UGI sia nell'UNURI. Nel frattempo, il partito lo mandò a Sesto San Giovanni (MI) come responsabile organizzativo; nel novembre del 1960 fu eletto consigliere comunale a Milano con più di mille preferenze, divenendo assessore all'economato nella giunta di centro-sinistra di Gino Cassinis. Nel 1961 fu escluso dal Comitato Centrale del PSI da Francesco De Martino, nel 1963 assunse la guida della segreteria provinciale milanese del partito e nel 1965 divenne membro della Direzione Nazionale. Nel frattempo, nel novembre del 1964, fu riconfermato consigliere comunale a Milano, proseguendo il suo impegno pubblico come assessore alla beneficenza e assistenza nella giunta di Pietro Bucalossi.
Nel 1966, con l'unificazione del PSI e del PSDI, diventò segretario provinciale del PSU milanese, affiancato dai socialdemocratici Enrico Rizzi e Renzo Peruzzotti. Per i successivi sei anni ricoprì anche l'incarico di presidente dell'Istituto di scienze per l'amministrazione pubblica (ISAP).

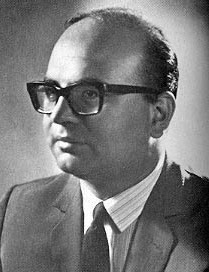
Craxi nel 1968

Nel 1968 venne eletto per la prima volta deputato al Parlamento con 23 788 preferenze nel collegio Milano-Pavia. Nel 1970, poco dopo lo sfaldamento del PSU, diventò vicesegretario nazionale del PSI su proposta di Giacomo Mancini. All'interno del partito si impose come uno dei più accaniti fautori della linea politica di Nenni e di conseguenza della prospettiva di governo del cosiddetto centro-sinistra "organico". Nel 1972, con l'elezione di De Martino a segretario nazionale del PSI durante il Congresso di Genova, Craxi, assieme a Giovanni Mosca, venne confermato nel ruolo di vicesegretario, ricevendo l'incarico di curare i rapporti internazionali del partito.
Da rappresentante del PSI presso l'Internazionale Socialista strinse legami con alcuni dei protagonisti della politica estera del tempo, da Willy Brandt a Felipe González, da François Mitterrand a Mário Soares, da Michel Rocard ad Andreas Papandreou. A partire da quella funzione di responsabile del PSI per gli esteri, e per tutto il seguito della sua carriera politica, appoggiò anche finanziariamente alcuni partiti socialisti messi al bando dalle dittature dei rispettivi Paesi, tra cui il Partito Socialista Operaio Spagnolo, il Movimento Socialista Panellenico e il Partito Socialista Cileno di Salvador Allende, di cui Craxi era amico personale. In omaggio all'apporto dato ai socialisti cileni, Craxi è stato insignito del Premio Allende alla memoria al Festival del cinema latino-americano di Trieste del 2009.

### Elezione a segretario e nuovo corso

Il garofano, simbolo storico del socialismo, scelto da Bettino Craxi per indicare il nuovo corso del PSI

Nel 1976 il ritiro del sostegno socialista deciso dal segretario De Martino causò la caduta del governo Moro IV, con successive elezioni anticipate che videro una crescita impressionante del PCI di Enrico Berlinguer, mentre solo per pochi voti la DC riuscì a rimanere il partito di maggioranza relativa. Le elezioni furono invece una pesante sconfitta per il PSI, che confermò il deludente risultato delle elezioni precedenti (9,6%). De Martino, che aveva puntato a una nuova alleanza con i comunisti, fu costretto alle dimissioni: si aprì all'interno del partito una grave crisi.
Alla ricerca di una nuova identità che rilanciasse il partito, il 16 luglio il Comitato centrale del PSI si riunì in via straordinaria presso l'Hotel Midas di Roma eleggendo quale nuovo segretario Bettino Craxi, da pochi giorni capogruppo alla Camera. La scelta del parlamentare lombardo fu frutto di una mediazione fra le varie correnti socialiste, che si presentavano fortemente frammentate e quindi incapaci di far emergere un segretario appoggiato da una solida maggioranza. Emerse così la volontà di eleggere un "segretario di transizione" che guidasse il partito fuori dalla crisi.

Nenni e Craxi nel 1979

Il primo a proporre il nome di Craxi fu Giacomo Mancini, che riuscì a fare convergere sul suo nome anche i voti delle correnti guidate da Claudio Signorile (sinistra lombardiana) ed Enrico Manca (giovani ex demartiniani). Si opposero alla sua elezione soltanto i cosiddetti "demartiniani", ostili a colui che era considerato il "pupillo di Nenni". Comunque questi ultimi, al momento delle votazioni, preferirono astenersi. Secondo un sondaggio commissionato da Craxi, la popolarità del partito era scesa al minimo storico del 6%; solo dopo lo scandalo di Mani pulite il PSI scenderà più in basso.
Craxi mostrò immediatamente le sue doti politiche, palesando di essere tutt'altro che un semplice "segretario di transizione". Nominò suoi collaboratori personalità nuove, alcune molto giovani, tanto da dare inizio a quella che sarà chiamata la "rivoluzione dei quarantenni". Si mosse con determinazione ed energia, puntando al rilancio del partito che, partendo dalla sua grande tradizione, ritrovasse il suo orgoglio e il coraggio di intraprendere nuove strade, di dare inizio a quello che il segretario stesso chiamò "il nuovo corso".
Craxi delineò per il futuro una linea dell'alternanza fra la DC e la sinistra, che egli voleva guidata dal suo partito, per il grave ritardo da lui percepito nell'evoluzione democratica del PCI, ancora strettamente legato all'Unione Sovietica, opponendosi quindi alla politica del compromesso storico varata da Berlinguer, tendente a un'intesa tra PCI e DC, che avrebbe potuto rendere i socialisti politicamente irrilevanti.
Anche il PSI, però, per acquisire credibilità a livello internazionale e candidarsi alla guida della sinistra italiana al pari con i grandi partiti socialisti e socialdemocratici europei doveva liberarsi delle concezioni marxiste ormai non più al passo di una realtà sociale ed economica del tutto diversa da quella ottocentesca e della prima metà del XX secolo.
Pertanto, già nei primi mesi di segreteria, ci fu l'iniziativa di un revisionismo ideologico del partito che, nel solco del consolidamento delle posizioni critiche nei confronti del marxismo ortodosso, fu fatto con la rivalutazione del pensiero socialista libertario rispetto al marxismo, che culminò nel saggio scritto dallo stesso Craxi, apparso su L'Espresso del 27 agosto 1978, intitolato «Il Vangelo socialista», nel quale criticava aspramente le dottrine di Karl Marx e, invece, rivalutava positivamente la figura e il pensiero di Pierre-Joseph Proudhon, sottolineando tutte le ragioni che conducevano a una sostanziale differenza tra un comunismo burocratico e totalitario e un socialismo democratico e liberale, condannando senza appello il leninismo:
(di Bettino Craxi ("'I partiti politici italiani (1943-2004)'", Giorgio Galli, BUR, 2001))
Ciò non fece che acuire i contrasti con il PCI, già manifestatisi aspramente durante il sequestro Moro: infatti, Craxi fu uno dei leader politici, insieme ad Amintore Fanfani, Giuseppe Saragat e Marco Pannella, a dichiararsi disponibile a una "soluzione umanitaria" che consentisse la liberazione dello statista democristiano, attirandosi addosso le pesanti critiche del cosiddetto "partito della fermezza", guidato innanzitutto dai comunisti e dal direttore del quotidiano La Repubblica Eugenio Scalfari, peraltro ex-parlamentare socialista. Durante il sequestro tenne un comizio a Perledo e ribadì la posizione del PSI per una soluzione umanitaria al sequestro Moro.
In quello stesso anno, proprio mentre era in corso il sequestro Moro, si svolse a Torino il XLI congresso del PSI, in cui Craxi riuscì a farsi rieleggere segretario grazie al consolidamento dell'inusitato "asse" tra la sua corrente di "Autonomia Socialista", d'ispirazione nenniana, e la sinistra lombardiana, rappresentata da Claudio Signorile e Gianni De Michelis, mentre entrava sempre più apertamente in contrasto con i demartiniani, rappresentati da Enrico Manca.
Craxi si presentò agli italiani in una maniera totalmente nuova: da un lato prese esplicitamente le distanze dal leninismo, rifacendosi a forme di socialismo non autoritario, e dall'altro si mostrò attento ai movimenti della società civile e alle battaglie per i diritti civili, sostenute dai radicali, curò la propria immagine attraverso i mass media e mostrò di non disdegnare la politica-spettacolo.

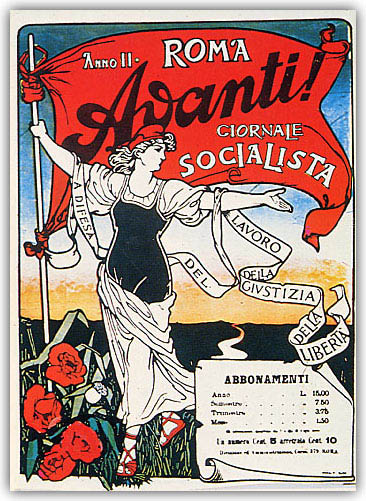
I garofani rossi nel manifesto di Gabriele Galantara pro abbonamento all'Avanti! del 1898

Anche il vecchio simbolo del partito venne modificato: inaspettatamente, proprio alle spalle della tribuna del Congresso di Torino, comparve un enorme garofano rosso (che faceva comunque parte della tradizione socialista italiana già prima del 1917, relegando in basso la falce e martello su libro e sole nascente).
Avviò una campagna per la "governabilità" assumendo toni sempre più decisionisti, con quella che nei giornali sarà chiamata la "grinta" di Craxi; vi fu anche chi la presentò come l'unica forma di alternativa fino a quando vi sarebbe stata una "democrazia bloccata" dalla presenza del più grande partito comunista dell'Occidente.
Sempre nel 1978, in seguito alle dimissioni del Presidente della Repubblica Giovanni Leone, dopo un'estenuante battaglia parlamentare, Craxi riuscì a far convergere un gran numero di voti sul nome di Sandro Pertini - primo socialista a salire al Quirinale - con l'appoggio determinante del PCI, che riteneva l'anziano partigiano socialista non favorevole al "nuovo corso" craxiano e legato a una concezione "tradizionale" della sinistra.
Il 3 giugno 1979 si svolsero nuove elezioni anticipate e il PSI arrivò al 9,8%. La settimana seguente, alle elezioni europee, Craxi venne eletto europarlamentare (carica alla quale verrà rieletto poi anche nel 1989).
Nell'ambito delle trattative per la formazione del nuovo esecutivo, il leader del PSI ricevette dal Presidente della Repubblica Pertini l'incarico di formare il governo, ma tale iniziativa fu ostacolata dalla DC, che costrinse Craxi a rinunciare all'incarico.
Il 12 agosto nacque il primo governo Cossiga e i socialisti si astennero; Craxi fu incalzato dai suoi stessi compagni di partito e riuscì a salvare la segreteria per pochi voti. Il 4 aprile 1980 si formò il secondo governo Cossiga e i socialisti tornarono al governo dopo sei anni.
Nell'aprile dell'anno seguente, al XLII Congresso del PSI di Palermo, Craxi rilanciò l'idea di una "grande riforma" delle istituzioni, dell'economia e delle relazioni sociali, della governabilità e della stabilità. Fu rieletto segretario del partito con 239 536 voti su 332 778.
L'anno successivo, alla Conferenza programmatica di Rimini, insistette sulla necessità di rimettere in moto la produzione e di combattere l'inflazione.

### Primo governo Craxi

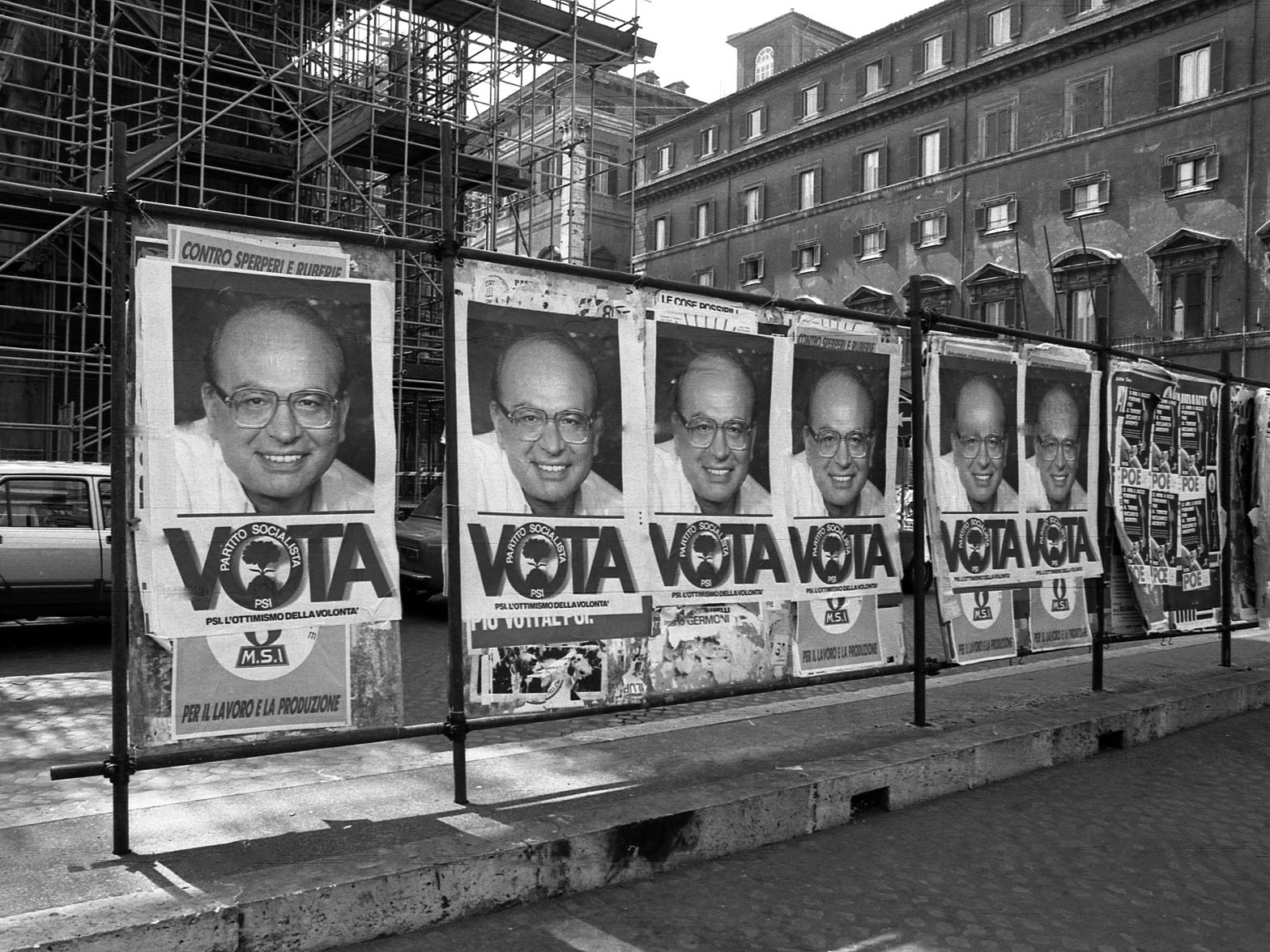
Manifesti elettorali di Craxi a Roma durante la campagna elettorale del 1983

La nuova linea di Craxi venne duramente criticata dalla sinistra interna, ma ebbe il merito di portare il partito al buon risultato raggiunto alle elezioni politiche del 1983 (dal 9,8% all'11,4%). In seguito a ciò, Craxi, che nel 1979 aveva dovuto rinunciare al precedente incarico, chiese e ottenne la presidenza del Consiglio e, il 21 luglio, divenne il primo socialista a ricoprire la carica.
Il primo governo Craxi venne sostenuto dal Pentapartito, un'alleanza fra DC, PSI, PSDI, PRI e PLI. Quest'alleanza nasceva non da accordi pre-elettorali o da una comune identità di vedute, ma dall'opportunità, fortemente sfruttata da Craxi, offerta dal capovolgimento delle alleanze tra le correnti della Democrazia Cristiana, la cui gestione interna s'era assestata sulla linea del Preambolo di Carlo Donat-Cattin, che aveva sostenuto la necessità di «tenere i comunisti fuori dal governo»; in pratica, fu l'unica maggioranza capace di potersi formare senza coinvolgere in alcun modo il PCI. Nonostante ciò, il suo governo fu uno dei più lunghi nella storia della Repubblica e lasciò una traccia profonda nella politica italiana.
Nel maggio del 1984, al XLIII Congresso di Verona, Craxi venne riconfermato dai delegati segretario del PSI per acclamazione.

#### Politica interna

Craxi e Giulio Andreotti nel periodo di collaborazione al governo presieduto dal leader socialista

Il 5 agosto 1983, il giorno dopo aver formato il suo primo governo, Craxi istituì il Consiglio di gabinetto, dando seguito a un impegno assunto con le forze del Pentapartito nel corso delle consultazioni: «Si tratta - disse allora Craxi - di un Consiglio nel quale saranno rappresentate tutte le forze politiche; un Consiglio politico, che dovrà consentire consultazioni più rapide su tutte le questioni che saranno poi sottoposte al vaglio del Consiglio dei ministri, su tutte le questioni di indirizzo importanti. Si tratta di un organismo autorevole in cui saranno rappresentati anche i ministeri politici ed economici più importanti».
La prima riunione si svolse il 26 agosto e vi presero parte, oltre naturalmente a Craxi, il vicepresidente del Consiglio Arnaldo Forlani, il ministro degli esteri Giulio Andreotti, il ministro del tesoro Giovanni Goria e il ministro dell'interno Oscar Luigi Scalfaro, in rappresentanza della DC, il segretario del PRI e ministro della difesa Giovanni Spadolini, il ministro dell'industria Renato Altissimo del PLI, il ministro del Lavoro Gianni De Michelis, socialista, e il ministro del bilancio e della programmazione economica Pietro Longo del PSDI. Facevano dunque parte del Consiglio i rappresentanti di tutti e cinque i partiti dell'alleanza di governo. Il Consiglio, in seguito, assunse un ruolo centrale e agì come sede di concertazione delle principali decisioni politiche nel successivo triennio, contribuendo alla fama di "governo forte". Presenziava alle riunioni il segretario del Consiglio dei ministri Giuliano Amato (PSI).

##### Principali leggi
Furono diversi i provvedimenti varati dal governo Craxi, fra i più importanti:
- il Decreto di San Valentino: il taglio di tre punti della scala mobile, ottenuto con la concertazione della CISL e della UIL e, inizialmente, anche della CGIL, ma duramente contestato dal PCI e dalla componente comunista della CGIL, che costrinsero l'organizzazione sindacale ad abbandonare le trattative. Per preservare la prospettiva dell'unità sindacale e non costringere la CISL e la UIL a rompere i rapporti con la CGIL e per assicurare le altre misure di contenimento dell'inflazione concordate con gli imprenditori e gli organismi economici (agevolazioni fiscali, blocco dell'aumento dell'equo canone, norme di maggior severità contro gli evasori fiscali, blocco delle tariffe pubbliche), il governo Craxi varò il cosiddetto "decreto di san Valentino". Il PCI e la componente comunista della CGIL diedero vita a massicce manifestazioni di massa, mentre i parlamentari comunisti scatenarono un durissimo ostruzionismo contro la conversione in legge del decreto-legge, che passò alla fine grazie al voto di fiducia. In seguito il PCI, su iniziativa del suo segretario Enrico Berlinguer, fu il principale promotore della raccolta di firme per l'indizione del referendum abrogativo della sola parte del provvedimento relativa al taglio dei tre punti della scala mobile. Nella campagna elettorale referendaria, che si tenne nella primavera del 1985, Craxi partecipò attivamente a sostegno della sua riforma, ottenendo, con il 54,32% di NO all'abrogazione della legge, la conferma della validità del suo operato.

(Lucio Colletti)
- Una politica economica di cui rivendicò i successi: l'inflazione - dovuta principalmente alle crisi petrolifere del 1973 e del 1979 - nel periodo 1983-1987 scese dal 13,5% a circa il 4,5%[35], e lo sviluppo dell'economia italiana vide una crescita dei salari (in quattro anni), di quasi due punti al di sopra dell'inflazione. L'Italia divenne il quinto Paese industriale avanzato del mondo.[36] D'altro lato però in quegli stessi anni il debito pubblico passò da 234 a 522 miliardi di euro (dati valuta 2006) e il rapporto fra debito pubblico e PIL passò dal 70% al 90%.[37] Ciò ha fatto dire che la sua gestione del bilancio, sul punto non correttiva degli squilibri accumulatisi nei conti pubblici già nel decennio precedente, ha contribuito a provocare allo Stato l'enorme debito pubblico, decisamente superiore alla media europea;[38][39] c'è chi invece distingue tra i suoi due governi nella IX legislatura[40] e i governi a partecipazione del suo partito che gli succedettero nella X legislatura.
- La lotta agli evasori fiscali nel commercio al minuto, che produsse l'introduzione dell'obbligo del registratore di cassa e dello scontrino fiscale, grazie a una battaglia condotta dal ministro delle finanze, il repubblicano Bruno Visentini.[41]
- Il condono edilizio Nicolazzi del 1985: esso era inserito in una legge urbanistica che non fu mai realmente applicata e che aveva l'ambizione di voltare pagina rispetto al passato introducendo un sistema di regole penali e una diretta attribuzione di responsabilità alle amministrazioni comunali per la repressione degli abusi.[42]

Silvio Berlusconi e Craxi nel 1984

- Il cosiddetto "decreto Berlusconi", varato dopo la decisione dei pretori di Torino, Roma e Pescara di oscurare i canali televisivi della Fininvest di proprietà di Silvio Berlusconi, un imprenditore milanese nel campo delle telecomunicazioni con cui Craxi intratteneva dei solidi rapporti d'amicizia e rispetto reciproci (fece persino da testimone al suo secondo matrimonio), che consentì lo sviluppo delle televisioni commerciali a discapito del monopolio RAI. Il decreto, che stabilì dunque la legalità delle trasmissioni delle televisioni dei grandi network privati, suscitò aspre critiche da parte delle piccole emittenti private e dei costituzionalisti,[43] e riuscì a essere approvato dal Parlamento solo tramite il voto di fiducia.[44]
- La legge Bacchelli (legge 8 agosto 1985, n. 440) che ha istituito, presso la Presidenza del Consiglio dei ministri, un fondo a favore di cittadini illustri che versino in stato di particolare necessità, i quali possono così usufruire di contributi vitalizi utili al loro sostentamento. Deve il nome al suo primo, previsto, beneficiario, lo scrittore italiano Riccardo Bacchelli.[senza fonte]
- La prima approvazione governativa per il progetto del ponte sullo stretto di Messina e alla firma della convenzione per la relativa concessione (1985).[senza fonte]
- Un nuovo impulso al progetto di salvaguardia della Laguna di Venezia con la Legge Speciale (n. 798/1984) che sottolineò la necessità di affrontare in maniera unitaria gli interventi di salvaguardia, istituendo il Comitato di indirizzo, coordinamento e controllo di questi interventi (il cosiddetto "Comitatone") e ne affidò la progettazione e l'esecuzione a un unico soggetto, il Consorzio Venezia Nuova, al quale venne riconosciuta la competenza necessaria a gestire il complesso delle attività di salvaguardia.[senza fonte]

##### Altre proposte avanzate
Altre furono le proposte avanzate nel corso degli anni, ma rimaste inattuate:
- la proposta di ridenominazione della lira (la cosiddetta "lira pesante", con 1 Nuova lira = 1000 vecchie lire), sulla scorta di analoghe operazioni effettivamente realizzate da altri paesi occidentali dal secondo dopoguerra in poi, come la Francia con il Nuovo Franco (1960), la Finlandia con il Nuovo Marco (1963), negli anni 1970 in Grecia, in Israele per ben due volte negli anni '80 e, in precedenza, negli anni 1950 nella Germania Ovest di Konrad Adenauer: si parlò della possibile coniazione di una moneta con l'effigie di Giuseppe Garibaldi, ma l'operazione non ebbe alcun seguito.[45]
- La "grande riforma" delle istituzioni, ovvero la trasformazione istituzionale della Repubblica Italiana in una repubblica presidenziale o semipresidenziale per garantire una maggiore governabilità e stabilità politica. Come ricordò anni dopo il Presidente della Repubblica Giorgio Napolitano: «il discorso sulle riforme istituzionali che aveva rappresentato, già prima dell'assunzione della Presidenza del Consiglio, l'elemento forse più innovativo della riflessione e della strategia politica dell'on. Craxi ( [...] ) non si tradusse in risultati effettivi di avvio di una revisione della Costituzione repubblicana. La consapevolezza della necessità di una revisione apparve condivisa (…) ma (…) non seguì alcuna iniziativa concreta, di sufficiente respiro, in sede parlamentare. Si preparò piuttosto il terreno per provvedimenti che avrebbero visto la luce più tardi, come la legge ordinatrice della Presidenza del Consiglio e, su un diverso piano, significative misure di riforma dei regolamenti parlamentari».[46] Rimase quindi «un inutile abbaiare alla luna», come lo definì Craxi stesso con amarezza, il progetto di una "grande riforma" costituzionale in senso presidenzialista, che desse maggiore efficienza in senso decisionista ai poteri pubblici italiani;[47] non si raggiunse mai in Parlamento[48] la maggioranza necessaria anche solo per affrontare l'ipotesi di approvazione di un testo, sul quale peraltro vi erano forti oscillazioni nello stesso entourage craxiano: vi era chi optava per il presidenzialismo all'americana e chi per quello alla francese. Eppure, nel 1992, un'autorità in tema di scienza politica come Norberto Bobbio osservò che, rispetto alle riforme costituzionali, «non si poteva negare che Craxi fosse stato un precursore».[49]
- Il tentativo di introdurre nel 1985 una imposta patrimoniale.[50]

Craxi e Giuliano Amato, direzione del PSI, 28 gennaio 1985

Con i potentati economici del Nord Italia il rapporto fu sempre alquanto dialettico: al congresso della CGIL del 1986 Craxi accusò gli industriali di voler «lucrare senza pagare», ricevendo dalla platea sindacale un caloroso applauso e dando così l'impressione di un'efficacia redistributiva maggiore di quella che, dopo la marcia dei quarantamila, che aveva visto spuntarsi le armi del sindacalismo confederale, era promessa dal massimalismo di sinistra facente capo al PCI. Di contro la Confindustria evidenziò polemicamente che da un lato si chiedeva agli industriali un contributo al benessere della collettività ma a ciò non corrispondeva una buona condotta della politica nella gestione del denaro pubblico.
Dagli anni 1970, infatti, la spesa pubblica era decollata e il sistema partitico non aveva fatto nulla per porvi un freno. Assai criticati sempre perché rientranti in una nozione di interventismo statale nell'economia furono gli interventi del governo Craxi per la fine del mandato di Enrico Cuccia come presidente di Mediobanca, elusa dal consiglio di amministrazione con la sua nomina a presidente onorario, e l'opposizione alla vendita della SME, il complesso alimentare dell'IRI, negoziata direttamente dal suo presidente Romano Prodi e smentita da una direttiva del governo (cfr. vicenda SME).

#### Politica estera dei governi Craxi

Craxi con il presidente francese François Mitterrand

In politica estera il governo Craxi e il personale intervento del Presidente del Consiglio «si caratterizzarono per scelte coraggiose volte a sollecitare e portare avanti il processo d'integrazione europea, come apparve evidente nel semestre di presidenza italiana (1985) del Consiglio europeo». Si tratta di un indirizzo che proseguì anche nei successivi governi a partecipazione socialista e che portò al deciso avallo del trattato di Maastricht nel 1992 (nonostante questo trattato contenesse "in nuce" la fine della politica economica di debito pubblico su cui si era fondata la Prima Repubblica, compreso il quindicennio di governi a partecipazione socialista).
Craxi continuò anche la politica atlantista dei suoi predecessori. In seguito alla "doppia decisione" della NATO di reagire all'installazione degli SS-20, sin dal 1979 aveva dato l'appoggio del suo partito per l'installazione in Sicilia dei missili Cruise puntati contro l'URSS: fu da allora "che la politica italiana (e quella euroatlantica) incrocia la fase decisiva dell'iniziativa americana per l'installazione degli euromissili". Secondo Zbigniew Brzezinski, l'ex segretario di Stato di Carter, "senza i missili Pershing e Cruise in Europa la guerra fredda non sarebbe stata vinta; senza la decisione di installarli in Italia, quei missili in Europa non ci sarebbero stati; senza il PSI di Craxi la decisione dell'Italia non sarebbe stata presa. Il Partito Socialista italiano è stato dunque un protagonista piccolo, ma assolutamente determinante, in un momento decisivo".
Al contempo Craxi mantenne una linea autonoma e di attenzione ad alcune istanze terzomondiste, come già lasciava prevedere prima del suo arrivo alla guida del Governo il sostegno dato all'Argentina, all'epoca sotto la dittatura militare della giunta del generale Leopoldo Galtieri, nella guerra delle Falkland, senza però interferire in alcun modo nel conflitto. Stipulò accordi con i governi della Jugoslavia e della Turchia; sostenne anche il brutale dittatore della Somalia Mohammed Siad Barre, segretario del Partito Socialista Rivoluzionario Somalo.

Da destra: Craxi saluta il papa Giovanni Paolo II durante una cerimonia al Quirinale nel 1986, sotto gli occhi del presidente Francesco Cossiga

Il suo governo promosse il cosiddetto "nuovo concordato" con la Sede Apostolica, volto a una revisione dei Patti Lateranensi (1929) e noto come l'accordo di Villa Madama dall'omonima residenza dove nel 1984 si arrivò alla firma con il cardinale Agostino Casaroli, segretario di Stato della Santa Sede. Con tale revisione, in Italia il cattolicesimo cessava di essere considerato religione di Stato e veniva altresì abolito l'assegno di congrua; contemporaneamente veniva istituito il contributo dell'8 per mille sull'IRPEF nella dichiarazione dei redditi per i finanziamenti sia alla Chiesa cattolica sia alle altre confessioni e mutato da obbligatorio a facoltativo l'insegnamento della religione cattolica nelle scuole pubbliche italiane. A ciò fece seguito, nel 1987, un simile concordato anche con le comunità ebraiche.

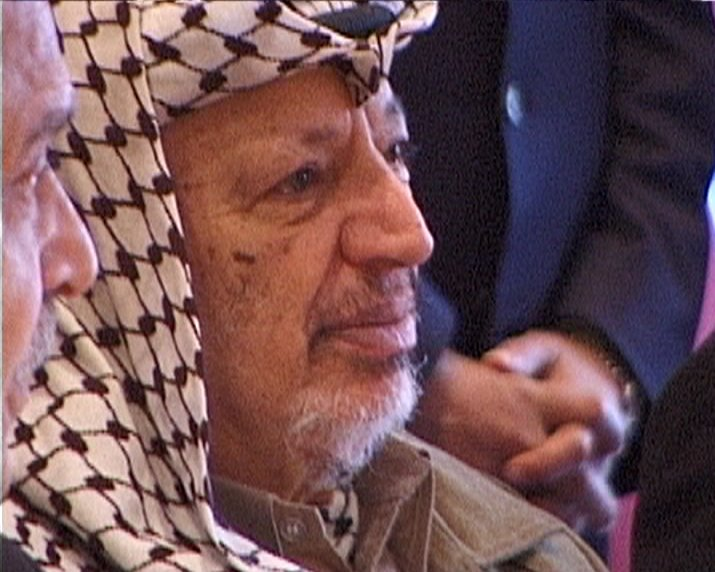
Il leader palestinese Yasser Arafat

Fornì un convinto appoggio alla causa palestinese, intrecciando relazioni diplomatiche con l'OLP e il suo leader, Yasser Arafat, di cui divenne amico personale, sostenendone le iniziative. Obiettivo dichiarato dell'amministrazione craxiana era quello di fare dell'Italia una potenza regionale nell'area del Mar Mediterraneo e del Vicino Oriente. In quest'ambito, tre episodi sono considerati quelli più significativi, e tutti e tre coinvolsero gli Stati rivieraschi di fronte alle coste italiane: Egitto, Libia e Tunisia.

##### Crisi di Sigonella

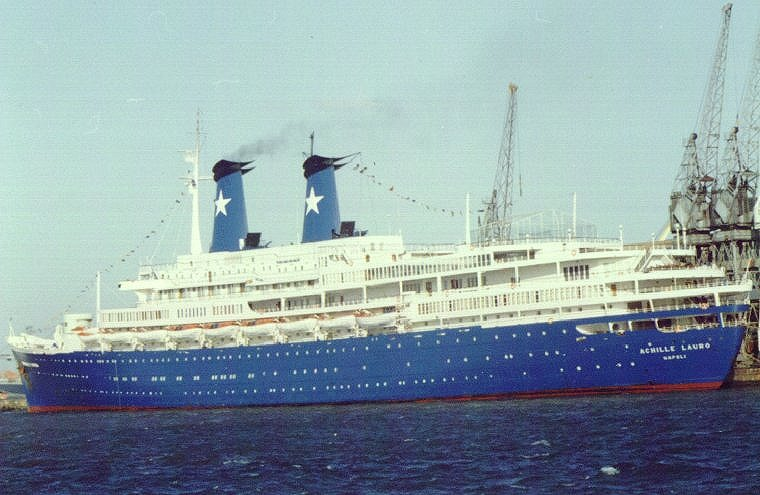
La motonave Achille Lauro

La cosiddetta "Crisi di Sigonella" rappresentò forse l'episodio più noto a livello internazionale della politica estera craxiana. Il complesso e delicato caso diplomatico avvenne nell'ottobre 1985, appunto nella base aerea di Sigonella, in Sicilia, rischiando di sfociare in uno scontro armato tra Vigilanza Aeronautica Militare (VAM) e Carabinieri di stanza all'aeroporto da una parte, e gli uomini della Delta Force, reparto speciale delle forze armate statunitensi, dall'altra; ciò all'indomani di una rottura politica, poi ricomposta, tra Craxi e il presidente degli Stati Uniti d'America, Ronald Reagan, circa la sorte dei sequestratori della nave da crociera italiana Achille Lauro, che avevano ucciso Leon Klinghoffer, un passeggero statunitense disabile ed ebreo.

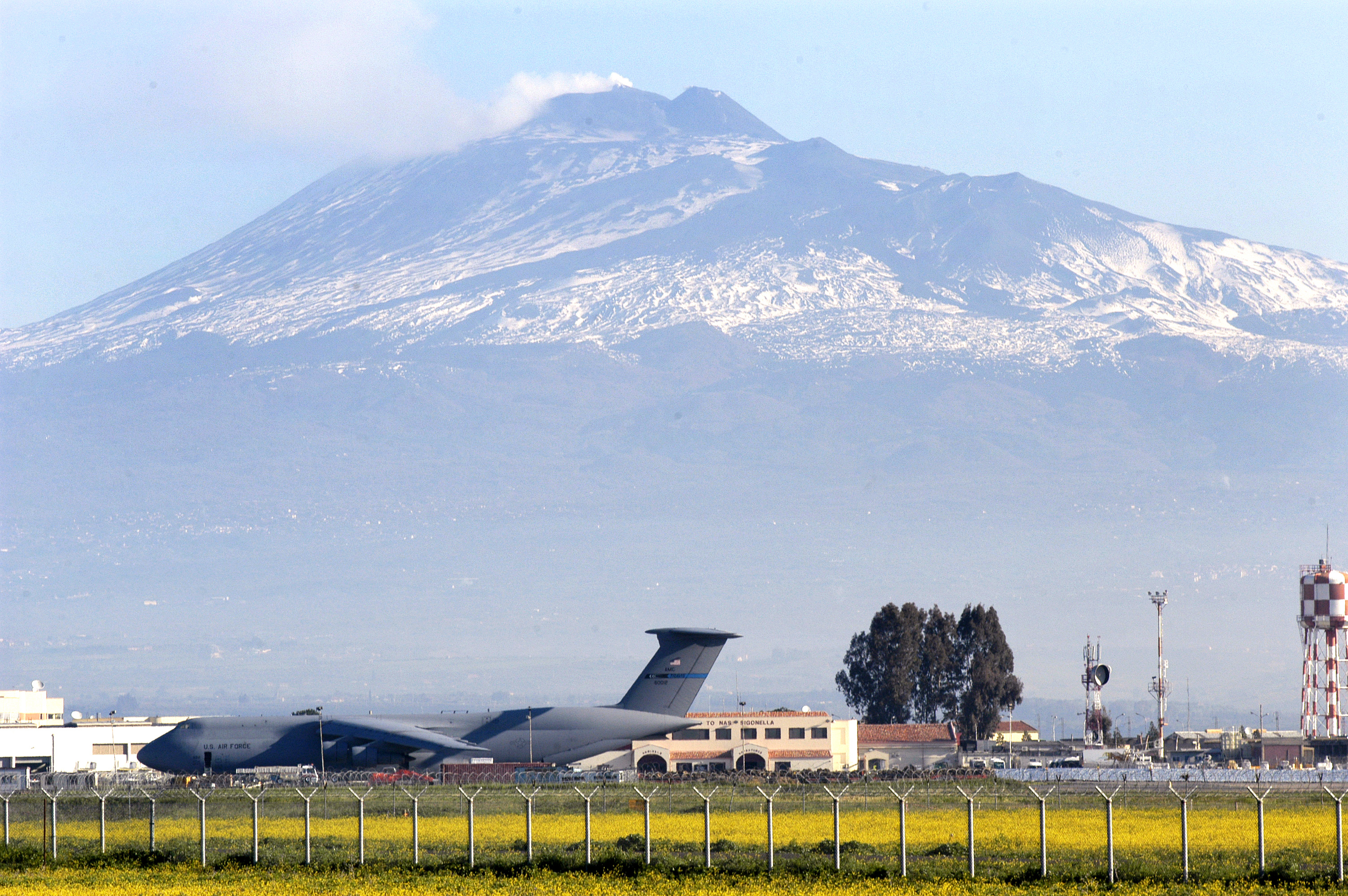
La base aerea di Sigonella, con l'Etna sullo sfondo

Craxi riteneva che i terroristi andassero processati sotto la giurisdizione italiana e così avvenne, anche se il loro capo, Abu Abbas, riuscì a rifugiarsi in Iraq.
Ricordando l'evento trent'anni dopo, Arnaldo Forlani ha sostenuto che «tra l'essere e l'apparire Craxi privilegiava l'essere» e che, convintosi della giustezza della sua posizione, nella circostanza agì senza accettare una maggiore condivisione nella decisione assunta.

##### Bombardamento statunitense di Tripoli

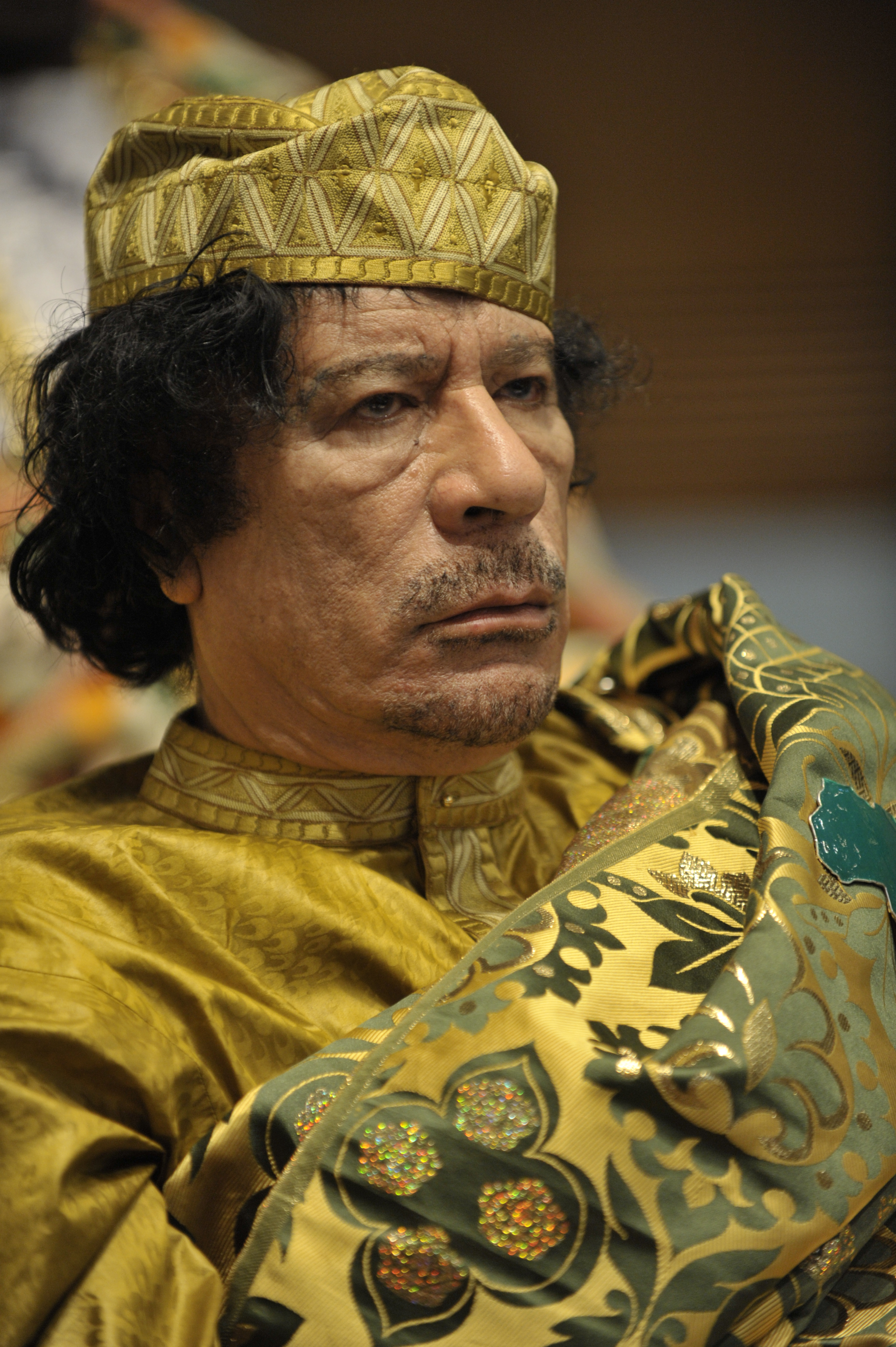
Il dittatore libico Muʿammar Gheddafi

All'epoca del bombardamento statunitense su Tripoli, avvenuto il 14 aprile 1986, il ruolo di Craxi fu reputato eccessivamente prudente, se non addirittura accondiscendente, nei confronti del regime di Gheddafi a seguito del lancio di testate missilistiche contro Lampedusa da parte della Libia, avvenuto il giorno successivo per rappresaglia all'intervento statunitense, e per questo duramente criticato dalla stampa nazionale.
Oltre venti anni dopo emerse una diversa descrizione dei fatti secondo cui Craxi avrebbe avvertito preventivamente Gheddafi dell'imminente attacco statunitense su Tripoli, consentendogli in tal modo di salvarsi.
Si tratta di una ricostruzione conforme con le posizioni del governo italiano, che considerava la dura ritorsione statunitense (scaturita dalla politica libica d'aperto appoggio al terrorismo internazionale) un atto improprio, o che comunque non avrebbe dovuto coinvolgere il suolo italiano come base di partenza dell'attacco. Tale versione è coerente anche con alcune ricostruzioni dei missili contro Lampedusa, segnatamente quella secondo cui i missili sarebbero stati in realtà solo un espediente per coprire "l'amico italiano" agli occhi degli statunitensi: lo dimostrerebbe la scarsa capacità offensiva di penetrazione dei missili, che sarebbero caduti in mare senza cagionare alcun danno.
Al contempo, però, questa tesi non spiega come Craxi fosse al corrente dell'attacco due giorni prima, visto che esso fu condotto da navi della VI flotta alla fonda nel golfo della Sirte, e che all'epoca si disse che il governo italiano, così come tutti gli altri governi della NATO con l'eccezione di quello del Regno Unito, non era stato coinvolto nella sua preparazione. Sul punto è giunta in seguito una testimonianza diretta del consigliere diplomatico di Craxi a palazzo Chigi, l'ambasciatore Antonio Badini, secondo cui Reagan inviò Vernon Walters a informare il governo italiano dell'imminente attacco a Gheddafi e Craxi, non essendo riuscito a convincere gli statunitensi a desistere, decise di salvare la vita al leader libico per evitare un'esplosione di instabilità in un Paese islamico sito di fronte all'Italia.

##### Successione a Bourguiba
Nel novembre 1987 la senescenza fisica e mentale dell'ottantaquattrenne Habib Bourguiba, "padre della patria" e presidente tunisino, indusse la diplomazia francese a cercare di "teleguidare" alla successione un proprio candidato ma, ventiquattr'ore prima della mossa francese, la successione di Bourguiba avvenne con il colpo di Stato incruento del primo ministro Zine El-Abidine Ben Ali, che prese il potere mantenendolo per oltre 23 anni (fino alla rivoluzione dei Gelsomini del gennaio 2011). Craxi offrì immediatamente a Ben Ali il necessario sostegno internazionale.
Dieci anni dopo, le memorie dell'ammiraglio Fulvio Martini, allora capo del SISMI, rivelarono che non solo si era avuto il prematuro e concordato riconoscimento internazionale italiano del nuovo governo tunisino, ma addirittura la scelta del nuovo Presidente, "bruciando sul tempo" il candidato di Parigi.

### Secondo governo Craxi e "staffetta"

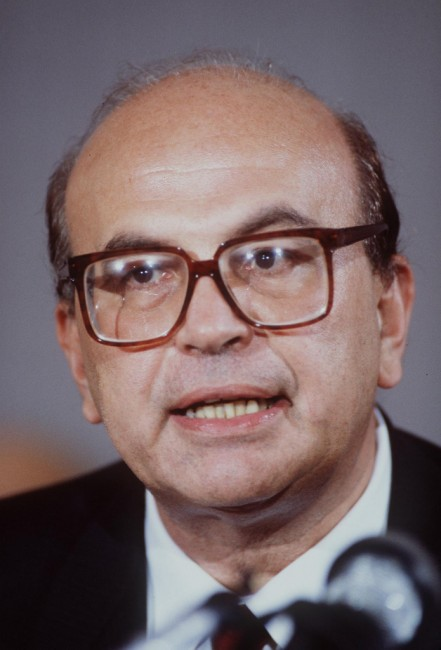
Un primo piano di Craxi, 1987 circa

Una nuova crisi esplose nel 1986. Ciriaco De Mita, il segretario della Democrazia Cristiana, ottenne che il secondo incarico conferito dal nuovo Capo dello Stato Francesco Cossiga a Craxi fosse vincolato a un informale "patto della staffetta", che avrebbe visto un democristiano alternarsi alla guida del governo dopo un anno, per condurre al termine la IX legislatura. Dopo aver taciuto per mesi intorno a questo patto, avallandone implicitamente l'esistenza, Craxi sconfessò l'accordo in un'intervista con Giovanni Minoli nella trasmissione Mixer del 17 febbraio 1987.
La sfida così pubblicamente lanciata ricompattò la DC e fu raccolta da De Mita, che fece nuovamente cadere il governo e, dopo il breve governo Fanfani, portò il Paese alle urne; con un gesto di sfida Craxi dichiarò che non gli interessava guidare il governo durante il periodo elettorale perché "non stiamo in America Latina, dove è il prefetto che decide l'esito delle elezioni in una provincia". Il 14 giugno 1987 il risultato elettorale premiava l'operato craxiano: infatti il PSI saliva al 14,3% dei consensi.
La fine del governo Craxi portò ad attestazioni di stima e di rammarico per la sua caduta da parte di diversi giornali stranieri, come Le Monde, The Wall Street Journal, Financial Times.

### Rottura con la DC di De Mita
Dal 1987 in poi la DC non fu più disponibile a dare la fiducia a Craxi, preferendo sostenere come Presidente del Consiglio i suoi esponenti, prima Giovanni Goria e poi Ciriaco De Mita. Fu solo uno degli episodi che costellò il rapporto burrascoso e conflittuale tra De Mita e Craxi, spiegabile forse nel fatto che il leader democristiano era il punto di riferimento per quell'area di sinistra interna alla DC che si dimostrava incline a collaborare più con il PCI anziché con il PSI. Anche alla luce di questo orientamento, Craxi resse il gioco a Forlani e Andreotti nella progressiva sottrazione a De Mita della segreteria DC, prima, e della Presidenza del Consiglio dopo.
In questo periodo scrisse molto per l'Avanti!, firmando i suoi taglienti corsivi con lo pseudonimo "Ghino di Tacco" (attribuitogli dal direttore de la Repubblica Eugenio Scalfari).
Di quella stagione di decisionismo senza Craxi presidente rimase agli atti l'approvazione della modifica dei Regolamenti parlamentari, che abolì il voto segreto nell'approvazione delle leggi di spesa; invano richiesta da Craxi negli anni da Presidente del Consiglio, fu conseguita grazie alla sua politique d'abord di attacco al governo De Mita.
In questi anni Craxi ottenne importanti ruoli alle Nazioni Unite: fu rappresentante del segretario generale dell'ONU Javier Pérez de Cuéllar per i problemi dell'indebitamento dei Paesi in via di sviluppo (1989); successivamente svolse l'incarico di consigliere speciale per i problemi dello sviluppo e del consolidamento della pace e della sicurezza (rinnovatogli nel marzo 1992 da Boutros Boutros-Ghali).

### Fine degli anni 1980

#### Rendita di posizione e deriva partitocratica
Il ritorno al governo della Democrazia Cristiana fu accompagnato da un'accentuata conflittualità all'interno dell'alleanza con il PSI: Craxi inaugurò una tecnica di "movimentismo" (corredata di frequenti minacce di crisi di governo, che rientravano dopo aver ottenuto dall'alleato di governo le concessioni richieste), che fu definita "rendita di posizione". Conseguenze furono importanti battaglie condotte - al di fuori del vincolo di maggioranza - a fianco di alleati occasionali: quella sulla responsabilità civile dei giudici a fianco di Marco Pannella, quella sulla chiusura delle centrali nucleari a fianco dei Verdi, ambedue coronate dal successo referendario; quella sull'ora di religione e quella sulla penalizzazione del consumo di droghe a fianco dell'ala conservatrice dello schieramento politico. Ma la sensazione che se ne trasse fu di un'estrema disinvoltura tattica, lontana dalla lotta ai mali del Paese e finalizzata solo ad acquisire vantaggi elettorali. La traduzione di questi vantaggi in cariche pubbliche - secondo un metodo di spartizione assai accurato e generalizzato a tutti i livelli della vita politica, sia nazionale sia locale, con capovolgimenti di alleanze locali in base a esigenze nazionali - era foriera di un'estremizzazione dei vizi partitici già intrinseci al sistema politico italiano.
Uno degli assunti più reiterati della retorica craxiana - la facile polemica sull'assemblearismo e il consociazionismo, che aveva «favorito nel nostro Paese rendite di posizione (…) di coloro che hanno amministrato senza doverne dare troppo conto all'opposizione, che assai spesso è pervenuta ad accordi con la maggioranza», ritardando o impedendo la modernizzazione del Paese - veniva quindi controbilanciato da un fenomeno gravido di conseguenze proprio sul piano dell'efficienza del sistema: «la formazione della volontà politica non avviene più attraverso un processo pubblicistico e collegiale, quanto piuttosto attraverso un processo privatistico e contrattuale».
Persino un momento di trasparenza della vita politica come l'abolizione del voto segreto nell'approvazione delle leggi di spesa - per il quale Craxi insistette fino a ottenere, nel novembre 1988, l'apposita revisione dei regolamenti parlamentari - fu guardato con sospetto dall'opposizione: ci si chiese se «l'estensione del voto palese andrà nel senso di rafforzare l'elemento pubblicistico e collegiale, oppure se la Camera dei deputati e il Senato della Repubblica saranno chiamati semplicemente a ratificare accordi raggiunti nell'ambito delle coalizioni governative».

#### Dominio sul PSI, "unità socialista" e rapporti con il PCI

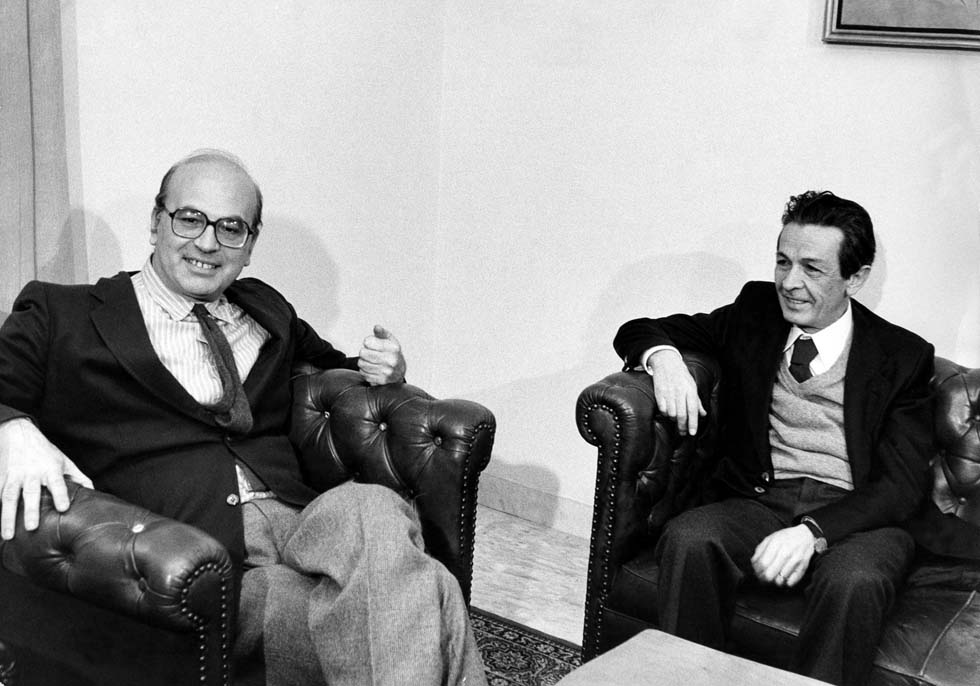
Craxi ed Enrico Berlinguer

A partire dalla vittoria elettorale del 1983, con la crescita di consenso per il PSI, all'interno del partito socialista non vi furono correnti organizzate dichiaratamente in opposizione a Craxi, tanto che nei successivi congressi egli fu sempre rieletto con votazioni quasi unanimi; l'unica corrente ufficialmente non craxiana rimase quella di Michele Achilli, con meno del 2% degli iscritti. A porsi contro Craxi rimasero alcuni esponenti, anche prestigiosi, che condussero battaglie solitarie. Uno su tutti Giacomo Mancini, che esclamò in un congresso «Questo non è più il partito socialista italiano; è il partito craxista italiano».
Anche fra i sostenitori di Craxi vi era coscienza della grande autorità che aveva il segretario, senza precedenti nella storia del socialismo italiano. Tuttavia l'apparente unanimismo craxiano si basava su una sostanziale frantumazione del partito in periferia: a fronte dell'adesione di tutti i leader regionali e locali del PSI alla politica del segretario, questi era costretto a lasciar campo libero nei territori ai vari esponenti socialisti locali, che magari avevano un passato ideologico demartiniano, manciniano o lombardiano, la cui adesione al craxismo era legata solo alla constatazione della sua buona riuscita a livello elettorale e di competizione di potere con la DC.

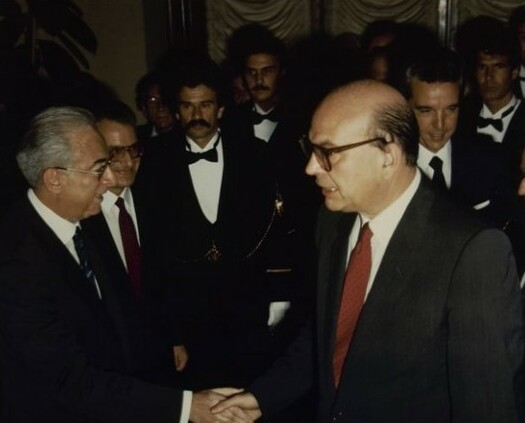
Craxi saluta il neoeletto Presidente della Repubblica Cossiga il 3 luglio 1985

Ciò fu reso evidente dal fallimento della proposta di "autoriforma" del PSI, portata avanti, su mandato di Craxi, dal vicesegretario socialista Claudio Martelli nel 43º Congresso di Verona del 1984, nella quale tutti gli esponenti locali videro il tentativo della Segreteria nazionale di voler mettere sotto controllo il Partito a livello territoriale, prospettiva alla quale si ribellarono, sabotando nei fatti le conclusioni congressuali, peraltro già molto più blande rispetto alla proposta iniziale. «Tutto il partito sta sulle mie spalle», denunciò Craxi nel 1990.
All'inizio degli anni ottanta, Craxi – che già nel 1978 aveva avviato una revisione ideologica, inneggiando al socialismo umanitario di Pierre-Joseph Proudhon in luogo di quello scientifico di Karl Marx – proseguì e incoraggiò una revisione anche estetica del partito. Ad esempio, vennero cancellati dal programma politico del PSI alcuni termini che potevano ricondurre al marxismo; il termine autonomismo fu sostituito con la parola riformismo. Venne inoltre soppresso il "Comitato centrale" (il cui termine era considerato riconducibile immediatamente alla struttura dei partiti comunisti), sostituito dal più neutro "Assemblea nazionale", nella quale entrarono a far parte, oltre ai politici, anche uomini dello spettacolo, della moda, dello sport e della cultura (e ciò si rifletté nelle elezioni del 1987 con la candidatura di tali personaggi anche per il parlamento: il PSI scelse in particolare Gerry Scotti); per l'Assemblea nazionale del 1991 Rino Formica coniò la nota definizione di "corte di nani e ballerine".
Gli appuntamenti congressuali e le assemblee di partito furono caratterizzate dalle celebri scenografie ideate dall'architetto Filippo Panseca, con alcuni eccessi di spettacolarizzazione che furono (sommessamente) criticati dai suoi stessi compagni di partito.
(Giuseppe Genna, Dies irae)
Fu abbandonato il tradizionale anticlericalismo socialista (con l'approvazione del nuovo Concordato) e fu ridotta e infine eliminata (dal 1987) la falce e martello dal simbolo storico del PSI, riportando in auge l'antica simbologia del socialismo ottocentesco del garofano rosso, che da allora divenne emblema del partito. Soprattutto dopo il 1989 (quando cadde il muro di Berlino), ritenendo ormai prossima la crisi del PCI, nelle intenzioni di Craxi entrò anche il lancio di un progetto di riunificazione della sinistra, con la parola d'ordine dell'"unità socialista": motto che fu inserito nel simbolo del partito eliminando la dicitura di "Partito Socialista" e mantenendo solo la sigla "PSI".
Il rapporto assai travagliato con il PCI risale agli anni della guerra fredda, quando - citando Guy Mollet - Craxi aveva sostenuto che «I comunisti non sono a sinistra, sono a est»: ma furono «i comunisti della seconda generazione, quella dopo Togliatti e Longo», quelli che «non apprezzano la sua posizione e gliela fanno pagare cara, avvalendosi anche dell'implacabile collaborazione del direttore di Repubblica, che pure nei lontani anni 1960 era stato fraternamente appoggiato da Craxi, con Lino Jannuzzi, nella campagna elettorale» (infatti nel 1968 sia Scalfari sia Jannuzzi erano stati fatti eleggere in Parlamento dal PSI al fine di evitare loro il carcere fornendogli l'immunità parlamentare per la condanna − rispettivamente a 15 e a 14 mesi di reclusione – per il reato di diffamazione a mezzo stampa inflitta loro in relazione alla denuncia nel 1967 sul settimanale L'Espresso del cosiddetto "caso SIFAR").

Discorso di Craxi durante il XLV Congresso del PSI nell'ex fabbrica Ansaldo di Milano (1989)

Lo stimolo continuo al PCI affinché si trasformasse in un partito della sinistra europea in senso occidentale era impresso da Craxi con una metodica scevra dalle sudditanze politiche dei suoi predecessori, giovandosi anche della posizione di potere acquisita dal PSI nei lunghi anni di governo con la DC. Tale proposta politica venne rifiutata dai comunisti, tanto che la posizione socialista fu descritta dall'esponente comunista Claudio Petruccioli come una disperante sindrome da "riserva indiana", in cui il PSI costringeva in un ghetto politico il PCI ponendosi "all'imboccatura della valle" della politica di governo ed esigendo un pedaggio democratico che non gli venne mai concesso. Al contrario, Craxi fu favorevole all'entrata del neonato Partito Democratico della Sinistra nell'Internazionale Socialista (di cui lo stesso leader socialista fu vicepresidente fino al 1994), proprio perché considerava positivo il definitivo distacco dell'ex PCI dalla tradizione sovietica e l'apertura di un rapporto non più solo da "osservatori" tra il PDS e i partiti socialisti, socialdemocratici e laburisti.
Il PCI, guidato da Achille Occhetto, rifiutò il progetto di Craxi di costituzione di un unico grande partito della sinistra democratica in Italia (essendo venute meno le ragioni, tutte relative allo schieramento a livello internazionale, della scissione di Livorno del 1921 e della scissione di Palazzo Barberini del 1947). Esso invece diede vita al PDS che, pur richiamandosi al socialismo democratico europeo, mantenne e anzi accrebbe la polemica e l'aggressività nei confronti del PSI craxiano, accusato di perseguire una strategia annessionistica verso il nuovo partito. Tale valutazione, alquanto irrealistica se si tiene conto dei rapporti di forza fra i due partiti (nelle elezioni politiche del 1987 il PCI aveva conseguito il 26,57% dei voti, il PSI il 14,27%; nelle regionali del 1990 il PCI aveva conseguito il 23,99%, il PSI il 15,30%), venne avvalorata da alcuni passi falsi dei socialisti, come il tentativo di far aderire al PSI Gianfranco Borghini, esponente dell'ala "migliorista" del PCI (alla fine fu solo suo fratello, Giampiero Borghini, a iscriversi ai socialisti), tentativo particolarmente criticato dai riformisti del PCI, che lo considerarono un'aggressione da rintuzzare con decisione. Inoltre nel febbraio del 1989 anche nel PSDI si verificò una scissione, con la creazione della formazione Unità e Democrazia Socialista, che entrò progressivamente a far parte del PSI.
Il progetto di alcune limitatissime liste comuni PSI-PCI, sperimentato nelle elezioni amministrative del 1992 (dove non riscosse molto successo), naufragò definitivamente in seguito alle inchieste di Tangentopoli.
In tale occasione, a parte un iniziale momento di sbandamento dovuto al presunto coinvolgimento di alcuni importanti esponenti comunisti nelle inchieste (Barbara Pollastrini, Marcello Stefanini, Primo Greganti), gli ex PCI pensarono solo ad approfittare dello sfaldamento del PSI, cercando di sostituirsi ai socialisti in tutte le posizioni che questi erano costretti a lasciare a livello sia istituzionale sia politico: nel 1994 il segretario del PDS Occhetto sostituì Craxi alla vicepresidenza dell'Internazionale Socialista.

#### Il CAF e i governi Andreotti VI e VII (1989-1992)
Nel 1989 Craxi tornò alla carica contro la maggioranza espressione della sinistra interna democristiana: deciso a ritornare a Palazzo Chigi, doveva però scalzare De Mita dalla guida del governo e del partito. Formò perciò con i democristiani Giulio Andreotti e Arnaldo Forlani un'alleanza di ferro: il C.A.F. (dalle iniziali dei cognomi dei tre protagonisti), che fu definita la "vera regina d'Italia".
Al Congresso di Milano di maggio Craxi fu rieletto segretario di partito con il 92% dei voti rilanciando il tema della "grande riforma", puntando all'elezione diretta del Presidente della Repubblica e auspicando la riforma dei regolamenti parlamentari in modo da rendere più agevole l'azione dei governi. Fece approvare una mozione che - anche per le modalità con cui viene illustrata dal fidatissimo vicesegretario Claudio Martelli, allora considerato suo delfino in pectore - suonò come esplicita sfiducia al governo De Mita.
De Mita rassegnò le dimissioni da Presidente del Consiglio dopo aver perso anche la segreteria democristiana che era andata nelle mani di Arnaldo Forlani, alleato di Andreotti. Quest'ultimo assunse la guida di due governi consecutivi (1989-1992). Tali anni sono stati da alcuni giudicati "di assoluto immobilismo": il governo sembrava incapace di prendere decisioni concrete, mentre nel Paese si diffuse un forte malcontento, accentuato dai sospetti emersi con lo scandalo Gladio. Craxi confidava apertamente in un logoramento democristiano e sperava nella possibilità di portare il partito socialista al centro della scena politica, assumendo il ruolo-guida che fino a quel momento era appartenuto alla DC. Si mostrò fiducioso anche quando il referendum abrogativo sulla preferenza unica del 1991, promosso da Mario Segni – al quale Craxi si era opposto invitando gli italiani ad "andarsene al mare" – raccolse invece un larghissimo consenso.
Il progetto di Craxi, coltivato a lungo, non si sarebbe però mai realizzato: secondo Giuliano Amato, dopo la caduta del muro di Berlino il PSI craxiano commise l'errore di contare «più sulla definitiva disfatta dell'ex PCI che non sulla prospettiva di assumere noi la guida della sinistra. Sbagliammo: invece di attendere che il cadavere del PDS passasse sul fiume, avremmo dovuto invocare noi le ragioni della convergenza». Nella stessa circostanza Amato affermò che «forse ebbe un peso anche la sua malattia, molto seria, alla quale teneva testa solo grazie alla sua fibra veramente robusta, perché nei fatti non si curava, era sregolatissimo. Mi venne detto da medici esperti che l'incedere del diabete determina anche incertezze nuove nel carattere delle persone che ne soffrono. Può essere dunque che il suo ritrarsi da una decisione rischiosa fosse anche la conseguenza di un cattivo stato di salute». Effettivamente, è al gennaio del 1990 che risale il primo ricovero di Craxi al San Raffaele di Milano per le complicazioni derivate dal diabete mellito, che lo avrebbe portato alla morte dieci anni dopo.
Un'altra chiave di lettura è invece quella secondo cui «per un cattivo governo il momento più pericoloso è sempre quello in cui comincia a riformarsi», secondo la "legge" enunciata da Alexis de Tocqueville, e di cui in quegli stessi anni sperimentarono la fondatezza altre "democrazie bloccate" come il Giappone monopolizzato dal partito liberaldemocratico. La recessione economica, la crisi politica della Prima Repubblica, l'ulteriore incremento del già elevato debito pubblico, l'affermazione di nuove forze politiche (in particolare le Leghe del nord Italia) causarono il crollo del sistema politico di cui egli era stato grande protagonista. Soprattutto, le inchieste giudiziarie avviate nei suoi confronti causarono la sua caduta, questa volta definitiva.

### Declino e caduta

#### Impatto di Mani Pulite sulla fine della carriera politica

Craxi e il pubblico ministero Antonio Di Pietro al processo Enimont, 1993

L'epicentro del potere socialista e craxiano era Milano, centro nevralgico della finanza e degli affari, con il cui ambiente il PSI finiva per identificarsi. Nel dicembre del 1986 si avvicendò alla guida del comune Paolo Pillitteri, cognato di Craxi, sostituendo Carlo Tognoli, con una giunta pentapartito. Il 17 febbraio 1992, l'ingegnere Mario Chiesa, esponente del PSI, già assessore del comune di Milano con ambizioni alla carica di sindaco, venne arrestato in flagranza per aver intascato una tangente da una ditta di pulizie. Al TG3 del 3 marzo, a un mese dalle elezioni politiche, Craxi commenterà sostenendo che «una delle vittime di questa storia sono proprio io […] Mi trovo davanti a un mariuolo che getta un'ombra su tutta l'immagine di un partito che a Milano, in 50 anni, non ha mai avuto un amministratore condannato per reati gravi contro la pubblica amministrazione».
Il 23 marzo Chiesa iniziò a confessare, svelando ai pubblici ministeri dell'inchiesta Mani Pulite il complesso sistema di tangenti che coinvolgeva i dirigenti milanesi del PSI. Craxi, fiducioso che il crollo della DC fosse imminente, organizzò una massiccia campagna elettorale puntando alla Presidenza del Consiglio. Il 6 aprile l'intero Quadripartito del governo Andreotti VII uscì dalle urne con un clamoroso 48,8%. Il PSI, dal canto suo, passò dal 14,3 al 13,5%, ma a Milano si vide già un suo crollo di oltre 5 punti (dal 18,6 al 13,2%). «Un piccolo calo - commentò Craxi - rispetto alla crisi dei partiti di governo». In virtù di questo Craxi chiese la guida del nuovo esecutivo per portare «l'Italia fuori dal caos». Ma il nuovo Presidente della Repubblica Oscar Luigi Scalfaro rifiutò di concedere incarichi ai politici vicini agli inquisiti. Craxi fu costretto a farsi da parte; al suo posto venne nominato un altro socialista, Giuliano Amato.

#### Penultimo discorso parlamentare (3 luglio 1992)
Il giuramento, cui Craxi sfidò tutto il Parlamento, non fu raccolto da nessuno, ma questo silenzio fu ritenuto ipocrita. Secondo Gerardo D'Ambrosio il discorso craxiano fu sostanzialmente «onesto», mentre il silenzio altrui era dovuto al fatto che «in quel periodo gli altri partiti speravano di farla franca, anziché affrontare il problema lasciarono Craxi solo».
Per Giorgio Benvenuto il discorso fu «simile a quello di Aldo Moro quando affermò con orgoglio che non accettava che la DC fosse processata. Craxi distinse tra malaffare e finanziamento della politica. Ammise le responsabilità. Nel Parlamento gli esponenti dei vari partiti più che ignari furono ignavi» nel non accogliere il suo invito a dire la verità.
Per Piero Ostellino il discorso conteneva anche un appello «all'etica della responsabilità», che però «non è stato colto, per opportunismo e per viltà, ieri; non è colto, per conformismo e per incultura, oggi».
Secondo Piero Fassino «non c'è dubbio che ci fu un silenzio assolutamente reticente e ambiguo da parte di tutta la classe politica davanti al discorso che Craxi fece alla Camera e nel quale disse con parole crude che il problema del finanziamento illegale non riguardava soltanto il PSI ma l'intero sistema politico».
Dal maggio 1992 Mani Pulite era divenuta una questione nazionale, tanto che il 3 luglio 1992, durante il discorso per la fiducia al governo Amato I alla Camera, Craxi pronunciò un discorso in cui chiamava in correità tutto il Parlamento: secondo lui, all'ombra di un finanziamento irregolare ai partiti e al sistema politico, «fioriscono e si intrecciano casi di corruzione e di concussione, che come tali vanno definiti, trattati, provati e giudicati. E tuttavia, d'altra parte, ciò che bisogna dire e che tutti sanno del resto, è che buona parte del finanziamento politico è irregolare od illegale». Questa la parte saliente del discorso alla Camera dei deputati del 3 luglio 1992:
(Bettino Craxi)

#### Avvisi di garanzia
In un corsivo sull'Avanti! – firmato con il consueto pseudonimo "Ghino di Tacco" – attaccò gli inquirenti e Di Pietro: "non è tutto oro quel che luccica". Questo attacco, cui fece seguito il giudizio riferito da Rino Formica circa il "poker d'assi" che Craxi aveva mostrato in una direzione del suo partito sul conto di Di Pietro, non riuscì a emanciparsi dall'impressione che Craxi difendesse sé stesso non con i fatti, ma con vaghe teorie "complottistiche", volte a chiamare a raccolta sostenitori politici che però non vennero mai allo scoperto.
L'impotenza politica di Craxi si accentuò quando la situazione processuale precipitò a causa della sua chiamata in correità, fino a quel momento solo adombrata: il 15 dicembre 1992 Craxi ricevette il primo degli avvisi di garanzia della Procura di Milano. Il sentimento anticraxiano esplose nel Paese: «fu un autentico contagio di massa, un meccanismo accusatorio» nel quale «non passava giorno senza che Craxi incontrasse per strada giovinastri che gli gridavano "Ladro!" mostrandogli i polsi incrociati. Nacque una specie di ritualità nella pubblica riprovazione», tanto che un giorno «il sosia televisivo Pier Luigi Zerbinati si nascose in un'auto per paura di essere scambiato per Craxi».
Il governo Amato ebbe vita tormentata fin dagli inizi. Poco dopo l'avviso a Craxi - arrivato a dicembre 1992 - una "pioggia di avvisi di garanzia" cadde sulle teste dei principali leader politici nazionali. Il PSI venne travolto dalle inchieste; la sua dirigenza fu decimata e perse la guida del governo dopo la mancata firma del presidente Scalfaro al decreto Conso, che mirava a una "soluzione politica" depenalizzando il finanziamento illecito ai partiti.
Il 23 marzo 1993 gli avvisi di garanzia - tutti per episodi circostanziati di corruzione e finanziamento illecito di partito - erano diventati undici, ma già l'11 febbraio 1993 Craxi si era visto costretto a dimettersi dalla segreteria del PSI. Anche gli altri due componenti del cosiddetto CAF, Forlani e Andreotti, verranno raggiunti in quel periodo da informazioni di garanzia: il primo nell'ambito del processo per tangenti negli appalti Eni-Snam-Autostrade, il secondo con l'accusa di associazione a delinquere di stampo mafioso: Forlani fu assolto dai capi di imputazione a lui ascritti; per Andreotti fu dichiarato il non doversi procedere per i fatti avvenuti prima del 1980, mentre per i fatti successivi fu assolto.

#### Ultima difesa parlamentare (29 aprile 1993)

Craxi interviene per l'ultima volta alla Camera dei deputati (29 aprile 1993)

Craxi stesso ricevette una ventina d'avvisi di garanzia e dopo aver accusato la Procura di Milano di muoversi dietro «un preciso disegno politico», si presentò alla Camera il 29 aprile 1993, lo stesso giorno del giuramento del nuovo governo Ciampi. In un famoso discorso della durata di cinquantatré minuti proclamò: «Basta con l'ipocrisia!»; tutti i partiti – secondo Craxi – si servivano delle tangenti per autofinanziarsi, «anche quelli che qui dentro fanno i moralisti». La sua linea di difesa fu incentrata sulla tesi secondo cui i finanziamenti illeciti sarebbero stati necessari alla vita politica dei partiti e delle loro organizzazioni per il mantenimento delle strutture e per la realizzazione delle varie iniziative; il PSI non si sarebbe discostato da questo generale comportamento e, quindi, più che dichiarare sé stesso innocente, Craxi giungeva a sostenere che egli era colpevole né più né meno di tutti gli altri. In altre parole, egli si dichiarò colpevole, anche davanti ai giudici, solo di finanziamento illecito al PSI, ma negò sempre ogni accusa di corruzione per arricchimento personale.
Il 29 aprile 1993 la Camera dei deputati negò l'autorizzazione a procedere per quattro dei sei procedimenti intentati nei suoi confronti (le uniche richieste che passeranno, per soli due voti, furono quella di procedere per i fatti di corruzione accaduti a Roma e quella per i fatti di illecito finanziamento del partito) provocando l'ira dell'opinione pubblica e facendo gridare allo scandalo numerosi quotidiani. Nella stessa aula seguirono momenti di tensione, con i deputati della Lega e dell'MSI che gridavano "ladri" ai colleghi che avevano votato a favore di Craxi. Quattro ministri del governo Ciampi appena insediato si dimisero in segno di protesta. «Dopo l'uccisione di Aldo Moro, è il giorno più grave della storia repubblicana», scrisse Eugenio Scalfari.

#### Contestazione pubblica presso l'hotel Raphael (30 aprile 1993)

Craxi contestato fuori dall'Hotel Raphael di Roma (30 aprile 1993)

Il 30 aprile 1993 in tutta Italia si svolsero manifestazioni di dissenso per il voto della Camera del giorno prima: a Roma circa 200 giovani dell'istituto Einstein sostarono in piazza Colonna scandendo slogan contro governo e Parlamento; un altro centinaio protestò davanti alla sede del PSI in via del Corso; un terzo gruppo, proveniente dal liceo Mamiani, percorse in corteo il centro storico, soffermandosi anch'esso davanti alla sede del PSI, venendo però disperso dalle forze dell'ordine. Ci furono anche una manifestazione del Movimento Sociale Italiano nella galleria Colonna - seguita da un incontro stampa del segretario Gianfranco Fini per sottolineare l'impossibilità di tenere in vita quel parlamento - e un piccolo corteo, organizzato dalla Lega Nord, che sfilò infine da piazza Colonna a piazza della Rotonda.
Un'altra dimostrazione - tenuta in serata per iniziativa del PDS, la cui riunione di segreteria era stata per l'occasione sospesa - fu autorizzata in piazza Navona, dove diverse migliaia di persone si radunarono per ascoltare i discorsi del segretario del PDS Achille Occhetto, di Francesco Rutelli e di Giuseppe Ayala: tutti loro avevano incitato i presenti a protestare contro il voto parlamentare a favore dell'ex Presidente del Consiglio. In coincidenza alla fine del comizio di piazza Navona, dalla stradina antistante alla chiesa di San Nicola dei Lorenesi una folla si riversò in Largo Febo e attese Craxi all'uscita dell'hotel Raphael, l'albergo che da anni era la sua dimora romana.
Quando Craxi uscì dalla porta principale dell'albergo i manifestanti lo bersagliarono con insulti, cantilene irridenti e lanci di oggetti e monetine. Con l'aiuto della polizia, Craxi riuscì a salire sull'auto e lasciare l'hotel. Quest'episodio, ritrasmesso centinaia di volte dai telegiornali, viene considerato il capolinea della vita politica di Craxi. Egli stesso definì quanto aveva subito "una forma di rogo" in un'intervista con Giuliano Ferrara trasmessa su Canale 5.

### Fuga a Hammamet, latitanza e morte

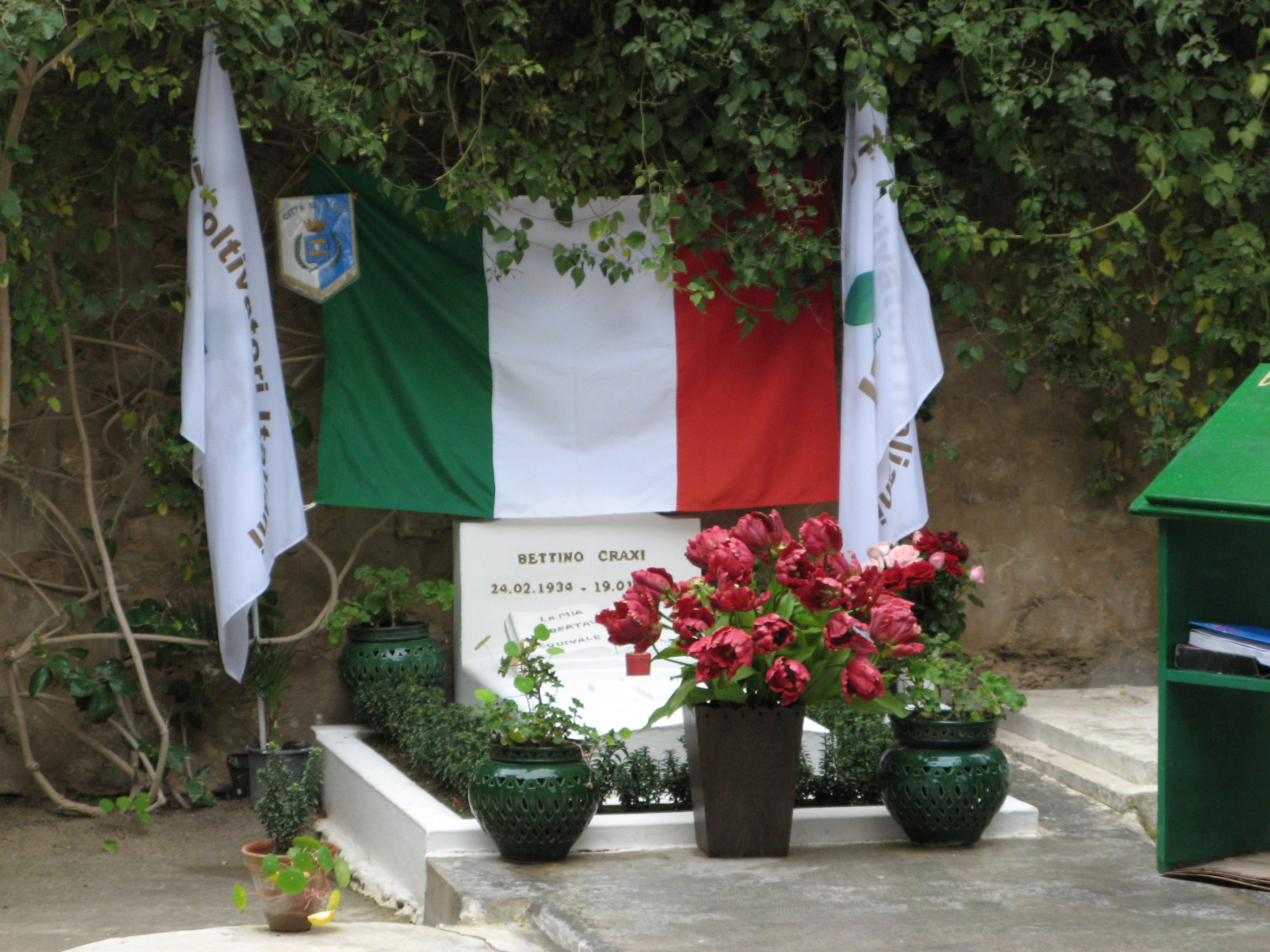
La tomba di Craxi a Hammamet, in Tunisia

Nel corso del 1993 e a seguito della sua testimonianza al processo Cusani emersero sempre più prove contro Craxi: con la fine della legislatura e l'abolizione dell'autorizzazione a procedere si fece sempre più vicina la prospettiva di un suo arresto. Il 15 aprile 1994, con l'inizio della nuova legislatura in cui non era stato ricandidato, cessò il mandato parlamentare elettivo che aveva ricoperto per più di un quarto di secolo, dal 1968 al 1994, e di conseguenza venne meno la sua immunità all'arresto.
Il 12 maggio 1994 gli venne ritirato il passaporto per pericolo di fuga ma ormai era troppo tardi perché Craxi, si seppe solo il 18, era già in Tunisia, a Hammamet, protetto dall'amico Ben Ali. Già il 5 maggio era stato avvistato a Parigi, dato che inizialmente era intenzionato a chiedere asilo politico alla Francia. Già nel 1993 ci fu anche chi disse (ma la cosa fu subito smentita) che Craxi volesse candidarsi alle elezioni europee nelle file del Partito Socialista francese.
Il 21 luglio 1995 Craxi sarà dichiarato ufficialmente latitante. La fuga all'estero del leader socialista lo sottrasse all'esecuzione di provvedimenti di custodia cautelare, ma non poté impedire il sequestro dei suoi beni, compresi i cimeli garibaldini, che furono successivamente venduti all'asta.
Dalla latitanza in Tunisia, con fax e lettere aperte, Craxi continuò a commentare le vicende della politica italiana, perseverando nelle accuse rivolte al PDS e ai giudici di Mani Pulite e nell'affermazione di aver ricevuto finanziamenti illeciti, ma non a fini di corruzione. Si soffermò anche su alcuni suoi ex sodali, come Giuliano Amato, da lui dipinto come becchino in alcuni quadri, nella cui pittura si dilettò nella parte finale della sua vita. Dall'estero assistette alla fine del PSI, con la divisione dei suoi maggiori esponenti, confluiti in parte nel Polo per le Libertà e in parte nell'Ulivo, in genere non approvandone le scelte politiche.
Craxi, secondo quanto dichiarato dai figli, nutriva la convinzione che i giudici di Mani Pulite fossero stati manipolati da parte di ex comunisti e spinti anche da settori del governo degli Stati Uniti, che volevano un "cambio di regime politico" dopo la crisi di Sigonella, poiché, anche se non antiamericano, Craxi era considerato troppo "indipendente", e approfittarono del finanziamento illecito ai partiti. Craxi ipotizzò anche un intervento diretto della CIA, volto a guidare l'azione del pool di Milano. Nessuna di tali affermazioni poté essere sviluppata, verificata in sua presenza o sottoposta a controesame, anche perché tutti i tentativi di propiziare una sua deposizione testimoniale in Italia dinanzi a una Commissione parlamentare d'inchiesta si scontravano con l'insormontabile ostacolo della sua condizione di latitante e dell'obbligo giuridico di arrestarlo immediatamente se fosse rientrato sul territorio nazionale.
Negli ultimi anni della sua vita Craxi ha sofferto di numerosi problemi di salute: era affetto da una cardiopatia, dalla gotta e da molti anni malato di diabete; quando fu colpito da un tumore renale, vi fu un vano tentativo di negoziarne il rientro in patria. Craxi è deceduto intorno alle 17 del 19 gennaio 2000, poco più di un mese prima del suo sessantaseiesimo compleanno, a causa di un arresto cardiaco, tra le braccia della figlia Stefania.
Il Presidente del Consiglio e leader dei Democratici di Sinistra Massimo D'Alema propose i funerali di Stato, ma la sua proposta non fu accettata né dai detrattori né dalla famiglia stessa di Craxi, che accusò il governo di avere impedito al leader socialista di rientrare in Italia per sottoporsi a un delicato intervento chirurgico presso l'ospedale San Raffaele di Milano (operazione effettuata invece a Tunisi). Ma In realtà, Craxi aveva deciso di non rientrare in Italia a causa della decisione della prima sezione del Tribunale di Milano di convertire la custodia cautelare in arresti domiciliari presso l'Ospedale San Raffaele, anziché differire l'esecuzione della condanna.
I funerali di Craxi ebbero luogo alla cattedrale di Tunisi e videro una larga partecipazione della popolazione autoctona. Ex militanti del PSI e altri italiani giunsero in Tunisia per rendere l'ultimo saluto al loro leader. Le precedenti vicende dell'epoca Mani Pulite, ancora vicine, non erano state dimenticate dalla folla di socialisti giunta fuori la cattedrale della città tunisina e la delegazione del governo D'Alema II, formata da Lamberto Dini e Marco Minniti, venne bersagliata da insulti e da un lancio di monete che voleva rappresentare la simbolica restituzione di quanto ricevuto con l'episodio all'Hotel Raphael di sette anni prima. La sua tomba si trova nel piccolo cimitero cristiano di Hammamet. In alcuni testi si sostiene sia orientata in direzione dell'Italia, affermazione smentita da una verifica effettuata nel 2017.
Durante tutta la sua latitanza in Tunisia gli fu vicina Patrizia Caselli, sua amante dal 1991.

## Analisi storica della figura

Craxi negli anni 1980

I termini "craxismo" e "craxiano" vennero usati per definire, in senso prima dispregiativo, poi storico-politico, la stagione politica di Craxi, ma non furono mai usati dal leader socialista. Egli stesso definiva la sua azione come ispirata al socialismo riformista classico e autonomista, ma ebbe gli elogi, per il patriottismo che si richiamava a Giuseppe Garibaldi, anche di parti politiche opposte alla sua: il giornalista di destra Giano Accame definì quello di Craxi un "socialismo tricolore" di stampo democratico e di sinistra. In compenso, al depauperamento programmatico della sinistra italiana «avevano contribuito gli stessi successi socialisti: in primis gli anni buoni della presidenza del Consiglio di Craxi. Il senso “patriarcale” della propria responsabilità di governo, straordinariamente potenziato dalle formidabili competenze tecniche di Giuliano Amato, aveva finito quasi per fare dimenticare i problemi di una rifondazione degli ideali e dei progetti socialisti».
Nella storiografia più recente è stato evidenziato «il nesso che Craxi riuscì a stabilire tra la modernizzazione in atto nella società italiana e la necessità di operare una modernizzazione sia nei partiti sia nelle istituzioni. Questa modernizzazione egli la interpretò, nel senso di un rafforzamento della leadership sia all'interno dei partiti sia nell'apparato decisionale con una stabilizzazione e un consolidamento del ruolo del capo del governo. Al primo aspetto si legò lo sforzo di plasmare la struttura socialista in senso "leggero" e progressivamente deideologizzato: un partito agile adatto a una "guerra per bande", come lo avrebbe definito nel 1987 Gaetano Arfé. Al secondo appartenne una prassi di governo che accentuò molto il ruolo personale e certi elementi di decisionismo appartenuti alla personalità del leader socialista».
Il lato negativo del craxismo è che indubbiamente, più di quanto già facevano i partiti concorrenti, accentuò la necessità di procurare risorse al partito per procurare consensi tramite convegni, manifestazioni, ecc. in cui tutte le spese erano a carico del partito. Sul mutamento introdotto da Craxi nella politica e nella società italiana vi è chi ha sottolineato come, al di là delle estremizzazioni mediatiche, il craxismo abbia "lanciato" una generazione di giovani di cui le istituzioni e la gestione della cosa pubblica abbiano continuato ad avvalersi anche nei decenni successivi.
Ma il quesito storiografico è se questa spinta modernizzatrice abbia avuto anche un valore in sé, oltre emergere di una nuova generazione di politici e di amministratori. Secondo alcuni gli anni di Craxi «sono il frutto di quell'idea di moderno in cui l'individualismo senza princìpi si sostituisce alle solidarietà tradizionali in crisi», di cui i suoi governi seppero solo accelerare la «destrutturazione» senza però sostituirli con nuovi valori.
Secondo altri, invece, «Craxi interpreta le domande di dinamicità di una società che cambia e chiede alla politica di stare al passo», a differenza di chi vedeva «nei cambiamenti un'insidia, anziché un'opportunità»; la teoria - elaborata da Craxi insieme con Claudio Martelli - dei «meriti e bisogni», «che fu contrapposta all'egualitarismo delle culture politiche allora vigenti, ha fatto da apripista a quella meritocrazia della quale – almeno a parole – oggi nessuno riesce a prescindere». Gennaro Acquaviva, in particolare, gli riconosce «la dote, che fu particolarmente sua, di saper prendere decisioni politiche serie e rischiose con freddezza e al momento giusto, costruendosi contemporaneamente condizioni e forza sufficienti a fargli convogliare sulla decisione un consenso ampio e solido, in grado di portarlo alla realizzazione della decisione stessa».
Certo è che dagli anni 1980 in poi parole d'ordine come "governabilità" e "decisionismo" – forse anche in reazione all'eccesso opposto del decennio precedente, in cui ogni forma di autorità era stata osteggiata come potenziale fonte di autoritarismo – sono state successivamente invocate sia da destra sia da sinistra per proporre un approccio modernistico all'organizzazione del sistema-Paese. Vi è stato però chi ha sottovalutato l'apporto ideale di tale approccio, rilevando che esso andava incontro a una pulsione già presente nella politica italiana negli anni 1950 e all'epoca soddisfatta dall'interventismo in economia del primo Fanfani e dalle ricette solidaristiche e stataliste dei morotei; Craxi avrebbe soltanto "aggiornato" le soluzioni offerte dalla politica del post-riflusso, sposando un moderato liberismo economico più in voga nell'epoca di Reagan e Thatcher. Da ciò la spiegazione della competizione senza quartiere che si scatenò tra PSI craxiano e sinistra DC per oltre un decennio, vista come deleteria dalla parte più tradizionalista del Paese, che vi leggeva il pericolo di un riformismo foriero di un tracollo delle strutture-partito su cui si fondava la democrazia italiana del dopoguerra.
Come arma di tattica politica, volta a spezzare il connubio tra democristiani di sinistra e partito comunista che negli anni 1970 aveva compresso lo spazio di manovra del PSI, Craxi abbandonò la delimitazione dei rapporti politici all'"arco costituzionale": ricevette il segretario MSI Almirante nelle consultazioni di governo e consentì all'elezione di un deputato del partito di destra a un organo parlamentare di garanzia. Vi è stato chi, vent'anni dopo, ha ritenuto di leggere da tutto ciò un'apertura politica alla destra, anticipando lo "sdoganamento" di Fini da parte di Berlusconi nel "discorso di Casalecchio" del 1993. Eppure una testimonianza circa il ruolo consulenziale che avrebbe svolto Craxi nel 1993 nei confronti dell'ingresso in politica di Silvio Berlusconi esclude che nel suo disegno fosse coinvolta la destra post-fascista.
Quali che fossero destinati a essere i suoi orientamenti tattici dopo la rovinosa caduta degli anni 1990, la sua formazione personale e politica restava strategicamente di sinistra: per tutto il decennio precedente, non abbandonò l'attenzione per il progresso sociale e le conquiste sociali della sinistra, se è vero che, ancora nel 2008, Massimo D'Alema indicava in Craxi uno dei due soli leader di partiti di sinistra che avrebbero assunto la carica di capo del governo nei 148 anni dall'unità d'Italia (il secondo sarebbe stato D'Alema stesso). Analoghe posizioni assunsero in seguito anche hanno assunto Piero Fassino e Nichi Vendola, secondo il quale «non si può ridurre la vita politica di Craxi alla cifra di una vicenda giudiziaria (…) penso che Craxi abbia interpretato un'idea della modernizzazione dell'Italia che in qualche maniera era dentro il tempo in cui cominciava ad aprirsi la stagione della globalizzazione liberista (…) secondo la tradizione dell'umanesimo socialista (…). Da questo punto di vista ci sono, nella vicenda di Craxi, semi buoni che devono ancora germogliare».

## Vicende giudiziarie

### Sentenze di condanna

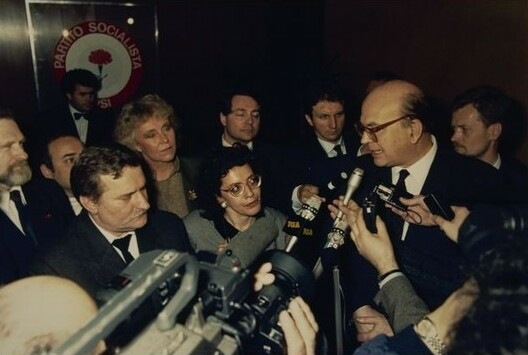
Craxi e il leader polacco Lech Wałęsa a un incontro con i Capigruppo dei partiti, Arnaldo Forlani della DC e Achille Occhetto del PCI, il 21 aprile 1989

Craxi è stato condannato con sentenza passata in giudicato a:
- 5 anni e 6 mesi di reclusione per corruzione nel processo Eni-SAI il 12 novembre 1996;[172]
- 4 anni e 6 mesi di reclusione per finanziamento illecito per le tangenti della Metropolitana Milanese il 20 aprile 1999.[173]

Le prove sulla base delle quali furono emesse le prime sentenze di condanna della vicenda giudiziaria di Craxi, secondo alcuni autori, si incaricheranno di smentire due dei suoi principali assunti difensivi. Il primo era quello secondo cui i reati erano stati compiuti solo per eludere le forme di pubblicità obbligatoria del finanziamento dei partiti, e non in contraccambio di atti amministrativi: in un caso (sentenza Eni-SAI) la sua condanna definitiva fu però per corruzione, e non solo per finanziamento illecito di partito (ciò spiega l'insistenza dei suoi eredi nell'attaccare la procedura di quella sentenza dinanzi alla Corte di Strasburgo).
L'altro assunto era quello secondo cui i proventi dei reati contestatigli fossero destinati al partito e non intascati a fini personali; varie sentenze - non passate in giudicato solo per il decesso dell'imputato - sostennero però in motivazione che Craxi aveva utilizzato parte dei proventi delle tangenti (circa 50 miliardi di lire) per scopi personali (finanziamento del canale televisivo GBR di proprietà di Anja Pieroni - sua amante dal 1980 al 1991; acquisto di immobili; affitto di una casa in Costa Azzurra per il figlio). Durante le indagini, dopo un fallito tentativo di far rientrare tali proventi in Italia bloccato dal nuovo segretario del PSI Ottaviano Del Turco, Craxi li versò sul conto di un prestanome, Maurizio Raggio.
La lettura di un uso privato dei fondi, ancora assai ricorrente, fu sostenuta da Vittorio Feltri all'epoca dei fatti, ma è stata dallo stesso abbandonata più di recente (lo stesso Feltri ammise anche di aver attaccato Craxi in maniera eccessiva) venendo così sostanzialmente a coincidere con quanto sempre sostenuto dai familiari circa l'esistenza di conti segreti ascrivibili al solo PSI. Distinguendo tra movente e comportamenti, uno dei giudici del pool anticorruzione di Milano, Gerardo D'Ambrosio, sostenne in proposito: «La molla di Craxi non era l'arricchimento personale, ma la politica».
La Corte di Cassazione, all'esito di un procedimento tributario aperto quando Craxi era in vita contro avvisi di accertamento per oltre 10 miliardi di lire, e proseguito dai suoi eredi con beneficio d'inventario, con la sentenza n. 19832 del 7 - 12 luglio 2021, respingendo le tesi difensive, ha definitivamente riconosciuto che la Commissione Tributaria lombarda, con riguardo alle imposte evase su 19 miliardi depositati in Svizzera, «ha composto un quadro probatorio (in cui spiccano le dichiarazioni rese agli inquirenti da Giorgio Tradati) che conferma la pretesa erariale e pone in rilievo il ruolo cruciale di Craxi, il quale almeno a partire dalla seconda metà degli anni ’80 (del secolo scorso), aveva fatto aprire all’estero a suoi prestanome, movimentava e gestiva, tramite ’terze persone’ , un conto corrente (il conto International Gold Coast) al quale affluivano i denari che ’qualche persona doveva far arrivare all’on. Craxi”. Sulla scorta di quanto accertato dall’Agenzia delle Entrate e dai giudici tributari lombardi, la Cassazione ha confermato che quel conto svizzero era «materialmente riconducibile al Craxi e non al partito», avendo Craxi, delle somme versate sul conto estero, «la disponibilità esclusiva, come si confà al proprietario», ed escludendo «in radice» l’ipotesi difensiva del «possesso» o del «compossesso» di quelle somme da parte del partito politico.
Gli eredi Stefania e Vittorio Craxi e la loro madre Anna Maria Moncini, pertanto, sono stati condannati a pagare per tale procedimento oltre 20 000 euro di spese.

### Procedimenti conclusi per estinzione del reato
Per tutti gli altri processi in cui era imputato (alcuni dei quali in secondo o in terzo grado di giudizio), è stata pronunciata sentenza di estinzione del reato a causa del decesso dell'imputato. Fino a quel momento Craxi era stato condannato o prescritto in diversi procedimenti, come altri processi di Mani pulite considerati a rischio di prescrizione.

### Processi in corso con condanna non definitiva
Essi furono:
- 5 anni e 5 mesi di reclusione in primo grado per tangenti ENEL il 22 gennaio 1999;[184]
- 3 anni di reclusione in appello bis nel processo Enimont il 1º ottobre 1999.[185]

### Rinvii a giudizio
Craxi fu anche rinviato a giudizio il 25 marzo 1998 per i fondi neri Montedison e il 30 novembre 1998 per i fondi neri Eni.

### Annullamento di condanna con rinvio
Conto protezione: 5 anni e 9 mesi di reclusione in appello, sentenza poi annullata dalla Cassazione con rinvio il 15 giugno 1999.

### Reati prescritti
Caso All Iberian: quattro anni di reclusione e una multa di 20 miliardi di lire in primo grado il 13 luglio 1998, pena poi dichiarata prescritta in appello il 26 ottobre 1999.

### Sentenze di assoluzione
Craxi venne invece assolto:
- nel processo per le tangenti Intermetro, dal tribunale di Roma nel 1999.[191]
- nel processo alle irregolarità degli appalti per la costruzione della metropolitana di Lima, Perù; l'estraneità dell'ormai defunto Craxi venne riconosciuta, sempre a Roma, nella sentenza che assolse tutti i co-imputati nel 2002.[192]

### Ricorsi a Strasburgo contro le sentenze di condanna

#### Irregolarità del Processo Eni-SAI
Il 5 dicembre 2002 la Corte europea dei diritti dell'uomo di Strasburgo (dopo aver bocciato il ricorso in prima istanza) ha emesso una sentenza d'appello - in riferimento al processo preso in esame, quelli Eni-SAI - che condanna la giustizia italiana per la violazione dell'articolo 6 ("equo processo"), paragrafo 1 e paragrafo 3, lettera D ("diritto di interrogare o fare interrogare i testimoni") della Convenzione europea dei Diritti dell'Uomo, in ragione dell'impossibilità di «contestare le dichiarazioni che hanno costituito la base legale della condanna», condanna formulata «esclusivamente sulla base delle dichiarazioni pronunciate prima del processo da coimputati (Cusani, Molino e Ligresti) che si sono astenuti dal testimoniare e di una persona poi morta (Cagliari)».
Tuttavia la Corte ha rilevato anche che i giudici, obbligati ad acquisire le dichiarazioni di questi testimoni dal codice di procedura penale, si sono comportati in conformità al diritto italiano. Per quanto riguarda gli altri ricorsi valutati (diritto di disporre del tempo e delle facilitazioni necessarie alla difesa) la corte non ha rilevato violazioni. Per la violazione riscontrata la corte non ha inflitto nessuna pena, in quanto ha stabilito che «la sola constatazione della violazione comporta di per sé un'equa soddisfazione sufficiente, sia per il danno morale sia materiale».

#### Violazione del diritto allaprivacydell'imputato
La Corte ha emesso una seconda sentenza il 17 luglio 2003, questa volta riguardante la violazione dell'articolo 8 della Convenzione ("diritto al rispetto della vita privata"). La Corte ha rilevato infatti che «lo Stato italiano non ha assicurato la custodia dei verbali delle conversazioni telefoniche né condotto in seguito una indagine effettiva sulla maniera in cui queste comunicazioni private sono state rese pubbliche sulla stampa» e che «le autorità italiane non hanno rispettato le procedure legali prima della lettura dei verbali delle conversazioni telefoniche intercettate». Come equa soddisfazione per il danno morale, la Corte ha determinato un risarcimento di 2 000 € per ogni erede di Bettino Craxi.

## Eredità politica

Craxi al 41º Congresso socialista di Torino del 1978

La forte personalità di Bettino Craxi incise in tal modo sulla strutturazione stessa del PSI da determinarne, dopo la sua uscita di scena e anche a causa delle inchieste di Tangentopoli, il rapido e repentino disfacimento. Dei tre immediati eredi del PSI, i Socialisti Italiani (eredi legali del simbolo e del nome), la Federazione Laburista (in cui invece era confluita la maggior parte degli ultimi gruppi parlamentari socialisti) e il Partito Socialista Riformista, sarà quest'ultimo, nonostante la breve vita, a ospitare la maggioranza dei membri della corrente craxiana rimasti in politica.
In seguito molti esponenti socialisti a lui fedeli hanno aderito a Forza Italia, il partito di Silvio Berlusconi; tra questi si ricordano la figlia Stefania (poi fondatrice di un partito autonomo denominato Riformisti Italiani), Fabrizio Cicchitto, Giulio Tremonti, Maurizio Sacconi, Renato Brunetta, Stefano Caldoro, Margherita Boniver, Giuliano Ferrara (prima esponente del Partito Comunista Italiano) e Franco Frattini. Altri sono rimasti a sinistra, aderendo prima ai Socialisti Italiani e successivamente al partito dei Socialisti Democratici Italiani (guidato da Enrico Boselli); tra questi si ricordano Ugo Intini e Ottaviano Del Turco (in seguito aderente al PD), o confluendo nei DS: la Federazione Laburista di Valdo Spini e i Riformatori per l'Europa di Giorgio Benvenuto.
Anche la corrente di maggioranza della CGIL (in seguito vicina al Partito Democratico) è stata guidata da un ex craxiano, Guglielmo Epifani, che fu anche segretario confederale; Guglielmo Epifani è stato poi nominato segretario del PD nel 2013 dall'Assemblea Nazionale, ponendo quindi un esponente del gruppo craxiano degli anni 1980 alla guida del partito che comprendeva allora una parte degli ex comunisti, molti dei quali furono accesi rivali e forti critici di Craxi stesso. Socialista era stato anche il giurista del diritto del lavoro Marco Biagi, poi assassinato dalle Nuove Brigate Rosse.
Altro partito erede della politica craxiana è il Nuovo PSI (nato dalla fusione del Partito Socialista - Socialdemocrazia e della Lega Socialista), che vede nelle sue file uno dei più importanti esponenti socialisti degli anni 1980, Gianni De Michelis, già ministro degli esteri; tuttavia, De Michelis e Bobo Craxi, figlio secondogenito di Bettino, a seguito di un infuocato congresso celebratosi verso la fine del 2005 si sono contesi con reciproche contestazioni la guida del partito, con strascichi anche giudiziari. L'oggetto del contendere furono le alleanze politiche: Bobo Craxi intendeva far entrare il Nuovo PSI, che finora ha appoggiato i governi berlusconiani, nell'Unione di centrosinistra, mentre De Michelis, pur concordando nel ridiscutere il rapporto con Berlusconi, si era dichiarato contrario a questa alleanza; anche Stefania Craxi, in contrapposizione con Bobo, si è fermamente opposta a un passaggio dei socialisti craxiani nella coalizione prodiana.
Tuttavia Bobo Craxi ha fondato una sua lista in appoggio della coalizione dell'Ulivo, denominata I Socialisti. L'anno successivo, però, anche De Michelis ha abbandonato il centro-destra, per avvicinarsi, seppur brevemente e criticamente, al centro-sinistra, per tornare poi a collaborare con il ministro berlusconiano Renato Brunetta. Claudio Martelli ha invece aderito prima allo SDI, poi al Nuovo PSI, prima di ritornare alla sua precedente attività giornalistica. Nel 2007 molti craxiani hanno aderito alla Costituente Socialista di Enrico Boselli, volta a ricostituire il PSI, che ha sancito la rinascita del Partito Socialista, seppur in forma ridotta, rispetto a quello dell'epoca craxiana.
Sia Boselli sia il successore come segretario, Riccardo Nencini, hanno rivendicato al PSI moderno l'eredità politica migliore di Craxi, cosa fatta anche, nell'area laica, dal leader radicale Marco Pannella. A parte queste contese strettamente partitiche, l'eredità politica di Craxi è oggi contesa da parte del centro-sinistra, sia da numerosi esponenti del Partito Democratico (alcuni dei quali provenienti dal PSI craxiano) sia dal rinato Partito Socialista Italiano, ma anche da Forza Italia (centro-destra), alleata con il Nuovo PSI.
Nel bene e nel male si tratta comunque di una figura che ha segnato indiscutibilmente la politica e la storia italiane del dopoguerra. Nel libro Segreti e Misfatti (2005), scritto dal suo fotografo personale e amico fidato fino agli ultimi giorni tunisini Umberto Cicconi, si scoprono molti retroscena curiosi ma anche di grande interesse politico, storico e umano. Sempre lo stesso anno, la pubblicazione del libro di Bruno Vespa, L'Amore e il Potere, contenente anche gossip su Craxi e le sue presunte amanti, ha provocato la reazione del figlio Bobo, che ha definito il carattere del libro «particolarmente odioso».

### Fondazione Craxi
(Epitaffio della tomba di Bettino Craxi)
La Fondazione Craxi è una fondazione nata il 18 maggio 2000 allo scopo di tutelare la personalità, l'immagine, il patrimonio culturale e politico di Bettino Craxi attraverso la raccolta di tutti i documenti storici che riguardino la sua storia politica. Principale animatrice è la figlia Stefania Craxi, già deputata del gruppo misto, presidente del movimento Riformisti Italiani, ora senatrice della Repubblica. La sede principale è a Roma, mentre un'altra importante sede si trova a Hammamet, in Tunisia, luogo dove è sepolto Bettino Craxi.
Tra le attività della fondazione vi è la costituzione e valorizzazione dell'"Archivio Storico Craxi", costituito riunendo documenti conservati in diversi luoghi (Milano, Roma, Hammamet), costituiti essenzialmente da corrispondenza, memorie, discorsi, articoli, interviste, atti processuali. L'obiettivo generale è quello di "riabilitare" la figura dello statista italiano coinvolto nei processi di Mani Pulite e di riqualificarne l'importanza storica nonostante le svariate condanne penali riportate. La fondazione figura anche come organizzatrice di convegni e mostre inerenti alla vita e all'attività politica di Bettino Craxi, cui affianca anche un'attività editoriale.

## Riconoscimenti
A seguito del ricorrente tentativo di conseguire un atto ufficiale di riconoscimento dell'importanza del ruolo di Craxi nella storia politica italiana, vi sono stati diversi dibattiti sull'opportunità o meno di intitolare luoghi pubblici al leader socialista.
Esclusi i ripensamenti avvenuti nei comuni di Aulla Lissone e Loceri, a seguito di una disamina condotta nel dicembre 2009 risultano i toponimi "piazza Bettino Craxi" nei comuni di Grosseto e di Sant'Angelo Romano; risultava altresì una "via Bettino Craxi" nei comuni di Valmontone, Lecce, Botrugno, Marano Marchesato, Alà dei Sardi, Scalea, Ragusa, Pozzallo e San Salvo.
Per quanto riguarda le grandi città violente polemiche hanno frenato la decisione toponomastica. Sette anni dopo la sua morte aveva preso avvio il progetto di intitolare una strada di Roma a Craxi: la decisione fu presa la prima volta dal sindaco Walter Veltroni in accordo con la sua giunta di centro-sinistra, e poi ribadita dal sindaco di centro-destra Gianni Alemanno. Nel 2009 la stessa proposta fu avanzata dal sindaco di Milano Letizia Moratti, portando a una manifestazione di protesta, svoltasi il 9 gennaio 2010 in piazza Cordusio, durante la quale Beppe Grillo e Antonio Di Pietro arringarono i partecipanti. Sempre a Milano, nel 2017, il sindaco Giuseppe Sala ha nuovamente proposto di dedicare uno spazio pubblico della città a Craxi, scatenando nuove discussioni.
Nel 2022 il comune di Arezzo, dopo un lungo iter, ha intitolato una via a Bettino Craxi, scorporando alcuni numeri civici dalla precedente via Giovanni XXIII.
Il governo tunisino ha provveduto a intitolargli una via di Hammamet il 19 gennaio 2007, in occasione del settimo anniversario della sua morte.
Il 17 marzo 2018 i socialisti cileni e il Comune di Recoleta (che fa parte della Regione Metropolitana di Santiago del Cile) hanno reso omaggio al leader socialista italiano intitolando a suo nome la "Plazoleta Bettino Craxi" nel Cementerio General de Recoleta (il Cimitero monumentale di Santiago).

## Soprannomi
- Per alcuni anni fu soprannominato dai suoi detrattori "Cinghialone", dopo essere stato così definito in un articolo di Vittorio Feltri sul quotidiano L'Indipendente; più raffinatamente[senza fonte], Indro Montanelli, sul Giornale, nel giorno delle sue dimissioni da segretario del PSI, lo definì un "imano", intendendo forse la parola imam,[212] dandogli quindi il senso di un dignitario/satrapo orientale. Matt Frei[213] afferma che nella Roma politica il suo epiteto sarebbe stato "il Maestro", in quanto padrone delle mille tattiche utili alla strategia politica che lo aveva posto al centro della vita nazionale per oltre un decennio.
- Nel periodo storico della polemica su Tangentopoli, era comune sentire definito Craxi come «ladrone», detentore di un favoloso tesoro alla Alì Babà.[214] Rispetto a questo tipo di definizioni – la cui ampia diffusione nell'opinione pubblica sfugge oramai a un giudizio solo processuale, essendo la forma di percezione pubblica di un giudizio storico – più eleganti appaiono i richiami storici ricercati da autori di più auliche similitudini. Ad esempio il cantautore Francesco De Gregori, da sempre schierato a sinistra, lo definì Nerone in una sua canzone, per poi comunque affermare, alcuni anni dopo, la superiorità di Craxi rispetto ai politici che vennero dopo di lui.[215]
- Craxi usò lo pseudonimo "GdT", ovvero Ghino Di Tacco, epiteto datogli da Eugenio Scalfari, per firmare articoli anonimi sul giornale Avanti!.[216] A volte il soprannome fu storpiato dagli avversari in Ghigno Di Tacco, in riferimento alla presunta espressione facciale di Craxi.[217] Il vignettista Giorgio Forattini, che allora lavorava per la Repubblica, il giornale diretto da Scalfari, storpiò a sua volta questo soprannome in Benito di Tacco, perché era solito rappresentare Craxi in camicia nera e stivali, per via dei suoi modi "da Duce".

## Vita privata
Craxi è stato sposato dal 1959 fino alla morte, con Anna Maria Moncini (1932), dalla quale ha avuto i figli Stefania e Bobo. La Moncini, dopo la morte del marito, scelse di rimanere a vivere a Hammamet.
Craxi intrattenne anche delle relazioni extraconiugali ufficialmente riconosciute e gliene furono attribuite diverse mai del tutto confermate: la prima fu nel 1980 con l'attrice Ania Pieroni, durata per oltre un decennio, fino al 1991.
Moana Pozzi, nel suo libro La filosofia di Moana del 1991, riferendo episodi della propria vita sessuale e, soprattutto, sui suoi partner famosi, parla genericamente di un personaggio politico di primissimo piano in quegli anni. Nel 2023, la madre di Moana, Rosanna Aloisio, in un'intervista al Corriere della Sera, ha rivelato come quel personaggio con cui la figlia aveva avuto una relazione fosse Bettino Craxi.
È stato legato sentimentalmente per nove anni, dal 1991 fino alla morte, durante il soggiorno a Hammamet in compagnia della moglie, con l'attrice Patrizia Caselli.

## Scritti
- Socialismo e realtà, Milano, Sugar & C., 1973.
- Soldado amigo, Milano, Studio Tecno Service, 1973.
- Nove lettere da Praga, Milano, Sugar & C., 1974.
- Socialismo da Santiago a Praga, Milano, Sugar & C., 1976.
- Costruire il futuro, Milano, Rizzoli, 1977.
- Lotta politica, Milano, SugarCo, 1978.
- Pluralismo o leninismo, Milano, SugarCo, 1978.
- Uscire dalla crisi costruire il futuro. Relazione e replica al XLI congresso Torino 29 marzo-2 aprile 1978, Roma, Aesselibri, 1978.
- L'Internazionale socialista, Milano, Biblioteca universale Rizzoli, 1979.
- Prove. Marzo 1978 - gennaio 1980, Milano, SugarCo, 1980.
- La campagna di primavera, Milano, Biblioteca rossa, 1980.
- Un passo avanti, Milano, SugarCo, 1981.
- Il riformismo socialista italiano, vol. 8, Il rinnovamento socialista, Venezia, Marsilio, 1981.
- Rinnovamento socialista per il rinnovamento dell'Italia. Relazione e replica al XLII congresso Palermo 22-26 aprile 1981, Roma, Aesselibri, 1981.
- Turati e Pertini. Discorso del segretario del Psi al convegno storico internazionale "Filippo Turati e il socialismo europeo" Milano, dicembre 1982, Roma, Calanchini, 1982.
- Cento anni dopo, Milano, Biblioteca rossa, 1982.
- Cristianesimo e socialismo, Padova, Marsilio, 1983.
- Tre anni, Milano, SugarCo, 1983.
- Ignazio Silone, la via della verità. Testo integrale del discorso del Presidente del Consiglio, Pescina, 2 dicembre 1984, Roma, Edizioni del garofano, 1984.
- L'Italia liberata, Milano, SugarCo, 1984.
- Il rinnegato Silone, Roma, Edizioni del garofano, 1984.
- Una società giusta una democrazia governante. Relazione e replica al XLIII congresso Verona 11-14 maggio 1984, Roma, Aesselibri, 1984.
- Il progresso italiano, 2 voll., Milano, SugarCo, 1985-1989.
- E la nave va, Roma, Edizioni del garofano, 1985.
- L'Italia che cambia. Viaggi e discorsi di Bettino Craxi 1983-1985, Milano, SugarCo, 1985.
- Il nuovo ruolo di pace di un'Italia sempre più integrata nell'economia mondiale, Roma, Edizioni Avanti, 1985.
- La cultura dello sviluppo. Quattro anni di ripresa nella stabilita di governo attraverso i discorsi alla Fiera del Levante, Bari, Laterza, 1986.
- Fiducia nell'Italia che cambia, Roma, Edizioni Avanti, 1986.
- Misura per misura. Ricordo di una tragedia, Roma, Edizioni Avanti, 1986.
- Cresce l'Italia, Milano, SugarCo, 1987.
- L'Italia che cambia e i compiti del riformismo. Relazione e replica al XLIV congresso Rimini 31 marzo-5 aprile 1987, Roma, Aesselibri, 1987.
- Una responsabilità democratica, una prospettiva riformista per l'Italia che cambia. Relazione introduttiva del segretario del PSI al XLIV Congresso. Rimini, 31 marzo - 5 aprile 1987, Roma, Edizioni Avanti, 1987.
- Per il socialismo e per il progresso dell'Italia. Discorso di chiusura del XLIV Congresso del PSI Rimini 5 aprile 1987, Roma, Edizioni Avanti, 1987.
- Un'onda lunga. Articoli, interviste, discorsi. Gennaio-dicembre 1988, Milano, SugarCo, 1988.
- La politica socialista. Discorsi, articoli, interviste giugno 1987 - febbraio 1988, Roma, Aesselibri, 1988.
- Una prospettiva d'avvenire. Articoli, interviste, discorsi. Gennaio-dicembre 1989, Roma, Aesselibri, 1989.
- Al lavoro per il mondo più povero, Milano, Fiorin, 1990.
- Pagine di storia della libertà, Firenze, Le Monnier, 1990.
- Per il bene comune, Roma, Aesselibri, 1990.
- Il caso C., Milano, Giornalisti editori, 1994.
- Il caso C., (parte seconda), Milano, Giornalisti editori, 1995.
- Il caso Cagliari, Milano, Giornalisti editori, 1995.
- Capitolo finale, Milano, Giornalisti editori, 1995.
- Garibaldi a Tunisi, Tunis, Med ed., 1995.
- Il finanziamento della politica, Milano, Giornalisti editori, 1996.
- Rosso giallo nero sporco e grigio, Milano, Giornalisti editori, 1996.
- Guerra d'Africa, Milano, Giornalisti editori, 1997.
- Memoria numero 1. Per una Commissione parlamentare di inchiesta su Tangentopoli, Milano, Giornalisti editori, 1998.
- Quattro anni di governo, Milano, Giornalisti editori, 1998.
- La Rivoluzione di Milano. Un cittadino di Porta romana, Milano, Giornalisti editori, 1998.
- Ghino di Tacco. Gesta e amistà di un brigante gentiluomo, Roma, Koine Nuove edizioni, 1999.
- Sempre qualcosa di nuovo dall'Africa, Brescia, Edizione Di là dal fiume e tra gli alberi, 1999.
- Craxi. Un artista tra dada e pop art, Roma, Cosmopoli, 2000.
- Fax dall'esilio, Roma, Avanti!, 2001.
- Pace nel Mediterraneo, Venezia, Marsilio, 2006.
- Discorsi parlamentari, 1969-1993, Roma, GLF editori Laterza, 2007.
- Passione garibaldina, Venezia, Marsilio, 2007.

## Nell'arte

### Opere letterarie
- Il drammaturgo Massimiliano Perrotta nel 2008 ha dedicato a Craxi la tragedia Hammamet.[226]
- Lo scrittore, drammaturgo e sceneggiatore Vitaliano Trevisan nel 2011 ha dedicato a Craxi la pièce Una notte in Tunisia.[227]

### Filmografia
- Milano, oh cara (1963). Film inchiesta di cui Craxi fu sceneggiatore e soggettista e Pillitteri regista; fu presentato alla Mostra del Cinema di Venezia di quell'anno.
- Hammamet Village (1997, mai distribuito), film commedia diretto da Ninì Grassia, il film non uscì a causa della morte di Craxi sopraggiunta poco prima della prevista distribuzione. La trama vedeva Silvio Berlusconi impegnato nella realizzazione di un film su Craxi a Hammamet. Il film venne successivamente rieditato sotto il nome di Casinopolis - A me pare proprio na strunzata ma non venne distribuito a causa della morte del regista. A oggi (2023) il film rimane inedito.[228]
- La Fondazione Bettino Craxi ha prodotto nel 2008 il documentario La mia vita è stata una corsa, realizzato dal regista Paolo Pizzolante[229][230] e trasmesso su Canale 5 durante la seconda serata del 4 gennaio 2009.[231]
- Hammamet del 2020 per la regia di Gianni Amelio, film biografico. Craxi è interpretato da Pierfrancesco Favino.